# Episodi di Dragon Ball Super

Logo della serie

Questa è la lista degli episodi di Dragon Ball Super (ドラゴンボール超?, Doragon Bōru Sūpā), serie televisiva anime prodotta dalla Toei Animation come sequel del manga Dragon Ball e dell'anime Dragon Ball Z da esso tratto. La serie venne trasmessa dal 5 luglio 2015 al 25 marzo 2018 su Fuji TV alle ore 9:00 di mattina, subito dopo la fine di Dragon Ball Kai, e narra gli eventi successivi alla sconfitta di Majin Bu da parte di Goku e dei suoi amici.
In Italia i diritti sono stati acquistati da Mediaset e la serie va in onda in prima TV su Italia 1: i primi 27 episodi della serie sono stati trasmessi inizialmente dal 23 dicembre 2016 al 7 gennaio 2017 alle ore 13:45 fino all'episodio 16, mentre le puntate da 17 a 27 sono andate in onda l'8 gennaio 2017 in un'unica serata dalle 19:07 alle 23:50, per poi essere replicate dal lunedì al venerdì al solito orario. La trasmissione di un nuovo blocco di 25 episodi (dal 28° al 52°) è avvenuta dal 6 settembre al 10 ottobre 2017 alle ore 13:55. Un terzo pacchetto di 24 episodi (dal numero 53 al numero 76) è stato programmato inizialmente dal 2 al 23 gennaio 2018 dal lunedì al venerdì alle ore 14:35 fino all'episodio 68, mentre le ultime otto puntate, da 69 a 76, sono state trasmesse due per volta, di sabato alle ore 13:50, dal 27 gennaio al 17 febbraio 2018. Dal 23 febbraio 2019 sono ripartiti gli episodi inediti con un nuovo pacchetto di episodi, dal 77 al 116, sempre su Italia 1, ogni sabato in seconda serata (tre o quattro episodi alla volta) fino al 25 maggio 2019, e la novità è data dalla presenza delle anticipazioni dell'episodio successivo doppiate in italiano da Claudio Moneta ed il mantenimento dei titoli fedeli all'originale giapponese e non più adattati. I restanti 15 episodi sono stati trasmessi su Italia 1 dal 7 al 29 settembre 2019 in prima TV ogni sabato e domenica tra le 9:00 e le 9:35 circa.
Le sigle di apertura sono: Chōzetsu ☆ Dynamic! (超絶 ☆ ダイナミック!?) di Kazuya Yoshii dei The Yellow Monkey (episodi 1-76) e Genkai Toppa × Survivor (「ドラゴンボール超」?) di Kiyoshi Hikawa (episodi 77-131). Le sigle di chiusura sono: Hello Hello Hello (ハ ロ ー ハ ロ ー ハ ロ ー?) dei Good Morning America (episodi 1-12); Starring Star (スターリングスター?) dei KEYTALK (episodi 13-25); Usubeni (薄 紅?) dei Lacco Tower (episodi 26-36); Forever Dreaming dei Czecho No Republic (episodi 37-49); Yoka Yoka Dance dei Batten Shōjo-Tai (episodi 50-59); Chao Han Music (炒飯MUSIC?, Chāhan Myūjikku) di Arukara (episodi 60-72); Aku no Tenshi to Seigi no Akuma (悪の天使と正義の悪魔?) dei The Collectors (episodi 73-83); Boogie Back di Miyu Inoue (episodi 84-96); Haruka dei Lacco Tower (episodi 97-108), 70cm Shiho no Madobe dei Rottengraffty (episodi 109-121) e Lagrima delle OnePixcel (episodi 122-131).
Per la trasmissione italiana, a differenza delle precedenti serie del franchise, a causa delle restrizioni del contratto con la Toei Animation, vengono utilizzate le sigle originali, sebbene esista una sigla cantata da Giorgio Vanni (intitolata Dragon Ball Super Kame Hame Ha) prodotta da Lova Music S.r.l.

## Lista episodi
| Nº  | Titolo italiano Giapponese 「Kanji」 - Rōmaji | In onda           | In onda           |
| Nº  | Titolo italiano Giapponese 「Kanji」 - Rōmaji | Giapponese        | Italiano          |
| 1   | Il prezzo della pace 「平和の報酬1億ゼニーは誰の手に！？」 - Heiwa no hōshū ichioku zenī wa dare no te ni!? | 5 luglio 2015     | 23 dicembre 2016  |
| 1   | Quattro anni dopo la sconfitta di Majin Bu sulla Terra regna la pace e Goku, su pressione di Chichi, inizia a lavorare come contadino, anche se vorrebbe allenarsi di più in caso dell'arrivo di nuovi nemici. Gohan intanto si è sposato con Videl e per l'occasione Goten e Trunks le regalano dell'acqua purificante, non potendo permettersi regali molto costosi. Una sera Goten e Goku vengono raggiunti nei loro campi da Mr. Satan: egli, per sdebitarsi dell'aiuto ricevuto in battaglia contro Majin Bu, consegna a Goku una valigetta contenente cento milioni di zeni, il premio in denaro ricevuto per avere salvato l'universo. Dopo alcuni ripensamenti Goku accetta il denaro su suggerimento di Goten, il quale consiglia al padre di dare i soldi a Chichi, che con tutti questi soldi gli permetterà di lasciare il lavoro nei campi e di tornare ad allenarsi dal re Kaioh. |                   |                   |
| 2   | La vacanza promessa 「約束のリゾートへ！ ベジータが家族旅行！？」 - Yakusoku no rizōto e! Bejīta ga kazoku ryokō!? | 12 luglio 2015    | 24 dicembre 2016  |
| 2   | Goku si dirige ad allenarsi sul pianeta del Re Kaioh, mentre Vegeta fa una vacanza in un villaggio turistico con Bulma e Trunks, nonostante non ne abbia voglia. Intanto, sul pianeta dei Kaiohshin, l'Anziano Kaiohshin avverte il risveglio nell'universo dell'aura di Beerus, noto come il Dio della distruzione. Egli, scortato dal fido Whis, si risveglia dopo un lungo sonno parlando di un sogno in cui ha visto la figura di un guerriero fortissimo che lo potrebbe sfidare, denominato da lui stesso Super Saiyan God. Nel frattempo, dopo essere fuggito dalla vacanza in famiglia, Vegeta torna a casa e inizia ad allenarsi nella stanza a gravità 150, determinato a superare in forza Goku e ambendo a diventare il guerriero più forte dell'universo. |                   |                   |
| 3   | Dove ci porta il sogno?! Alla ricerca del Super Saiyan God 「夢の続きはどこだ！？ 超サイヤ人ゴッドを探せ！」 - Yume no tsuzuki wa doko da!? Sūpā Saiya-jin goddo o sagase! | 19 luglio 2015    | 25 dicembre 2016  |
| 3   | Sulla Terra cominciano i preparativi per la festa di compleanno di Bulma e arrivano i primi Guerrieri Z con le loro famiglie come invitati. Intanto Lord Beerus viene informato dal suo maestro Whis che nell'universo non esiste nessuno chiamato Super Saiyan God e che, nonostante la distruzione del pianeta Vegeta per mano di Freezer, alcuni Saiyan sono ancora in vita e vivono sulla Terra: tra essi vi sono Vegeta, principe dei Saiyan, e Son Goku, il guerriero che ha sconfitto il tiranno Freezer. Beerus, stupito da tale notizia, viene a sapere inoltre che Goku si sta allenando sul pianeta del re Kaioh, e decide quindi di recarvisi per incontrarlo grazie al potere di Whis di potere viaggiare rapidamente nell'universo. |                   |                   |
| 4   | Obiettivo: le Sfere del Drago! La grande manovra della banda di Pilaf! 「目指せドラゴンボール！ ピラフ一味の大作戦！」 - Mezase Doragon Bōru! Pirafu ichimi no dai-sakusen! | 2 agosto 2015     | 26 dicembre 2016  |
| 4   | Tramite il radar del drago Pilaf e la sua banda avvertono la presenza di tutte le sette sfere del drago, localizzate all'interno della Princess Bulma, la nave dove si sta svolgendo la festa di compleanno di Bulma. La donna ha riunito le sfere come primo premio della lotteria del bingo organizzata da lei: la banda di Pilaf decide così di intrufolarsi nella nave, riuscendoci, per rubare le sfere. Nel frattempo alla Capsule Corporation Vegeta riceve una telefonata da Bulma, infuriata dell'assenza di suo marito al suo compleanno, vedendosi così costretto a interrompere il proprio allenamento nella stanza gravitazionale. Intanto sul pianeta del re Kaioh arrivano finalmente Lord Beerus e Whis, decisi a trovare il Super Saiyan God. |                   |                   |
| 5   | Goku contro Lord Beerus 「界王星の決戦！ 悟空VS破壊神ビルス」 - Kaiōkai no kessen! Gokū VS Hakaishin Birusu | 9 agosto 2015     | 27 dicembre 2016  |
| 5   | Beerus chiede informazioni a Goku e al re Kaioh riguardo al Super Saiyan God, ma senza risultati. Ammirato dal fatto che il Saiyan abbia sconfitto Freezer Beerus viene sfidato in uno scontro amichevole da Goku, sebbene il re Kaioh sia contrario. Dopo alcuni colpi a vuoto Goku si trasforma nel Super Saiyan 3, ma dopo svariati attacchi, tutti parati da Beerus, quest'ultimo atterra il saiyan con due semplici colpi, per poi andarsene con Whis sulla Terra alla ricerca del "Super Saiyan God". Poco dopo Vegeta, arrivato sulla nave da crociera dove è in corso la festa di compleanno della moglie, viene avvertito dal re Kaioh che il Dio della distruzione sta per arrivare da lui e che dovrà fare di tutto per non scatenare la sua ira, altrimenti quest'ultimo distruggerà la Terra. |                   |                   |
| 6   | Non fate arrabbiare il Signore della distruzione! 「破壊神を怒らせるな！ ドキドキ誕生パーティー」 - Hakaishin o okoraseru na! Doki-doki tanjō pātī | 16 agosto 2015    | 28 dicembre 2016  |
| 6   | Lord Beerus si palesa davanti a Vegeta e il saiyan si scaraventa contro di lui venendo immobilizzato a terra solo con uno sguardo: ciò gli fa ricordare di quando egli era bambino e suo padre doveva sottostare al volere dell'onnipotente Beerus in passato. A interrompere il burrascoso incontro arriva Bulma, che invita alla festa i due ospiti. Vegeta le tenta tutte per non fare arrabbiare Beerus, impegnato nel gustarsi varie pietanze. Il dio della distruzione, curioso di assaggiare un budino, chiede a Bu di poterne assaggiare uno; il mostro, ingordo, li lecca tutti scatenando l'ira di Beerus che, con pochi colpi, colpisce Bu con un raggio energetico, scaraventandolo verso l'oceano. |                   |                   |
| 7   | La trasformazione di Vegeta 「よくもオレのブルマを！ ベジータ怒りの突然変異！？」 - Yokumo ore no Buruma o! Bejīta ikari no totsuzenhen'i!? | 23 agosto 2015    | 29 dicembre 2016  |
| 7   | Dopo Bu anche Gotenks, Piccolo, C-18, Tenshinhan e Gohan si schierano per fermare Beerus, ma senza successo: a questo punto Vegeta tenta il tutto gettandosi nella mischia, ma viene messo a terra con un solo colpo. Con Vegeta inerme di fronte a sé Beerus si prepara a ucciderlo con un raggio d'energia, ma viene interrotto da Bulma, che lo schiaffeggia, indignata dal suo comportamento. Beerus allora ricambia il gesto dandole uno schiaffo sul viso e facendola svenire: davanti a questa scena Vegeta viene preso dall'ira e colmo di rabbia si trasforma nel Super Saiyan 2, giurando a Beerus che la pagherà cara. |                   |                   |
| 8   | Un'ultima opportunità 「悟空見参！ ビルス様からのラストチャンス！？」 - Gokū kenzan! Birusu-sama kara no rasuto chansu!? | 30 agosto 2015    | 30 dicembre 2016  |
| 8   | Vegeta, furioso per lo schiaffo dato a Bulma, si scaglia contro Beerus mettendolo in difficoltà, ma alla fine i suoi colpi non riescono a scalfirlo. Il Signore della distruzione tuttavia, prima di eliminare il pianeta, vuole concedere un'ultima chance ai terrestri sfidando Olong a una gara di morra cinese, promettendo che se perderà lascerà in pace la Terra. Dopo due pareggi il maialino perde e Beerus si appresta a distruggere il pianeta: a questo punto tuttavia appare Goku, che convince il Dio della distruzione a concedere loro ancora un po' di tempo per trovare il Super Saiyan God. Goku, quindi, chiede a Bulma di potere usare le sfere del drago per evocare Shenron e chiedergli consiglio. |                   |                   |
| 9   | Il Super Saiyan God 「お待たせ、ビルス様 ついに超サイヤ人ゴッド誕生！」 - O matase, Birusu-sama. Tsui ni Sūpā Saiya-jin Goddo tanjō! | 6 settembre 2015  | 31 dicembre 2016  |
| 9   | Dopo avere riunito le sette sfere del drago Goku evoca il drago Shenron, a sua volta spaventato dalla presenza di Lord Beerus. Shenron spiega che il Super Saiyan God non è una persona, ma che secondo una leggenda Saiyan si tratta di una trasformazione; cinque Saiyan puri di cuore possono incanalare la loro energia in un altro unico Saiyan, che diventerà quindi Super Saiyan God. Tutti i Saiyan si riuniscono intorno a Goku, passandogli la loro energia, ma falliscono poiché solo quattro: Vegeta, Gohan, Trunks e Goten, escluso Goku. Lord Beerus, stufo di attendere, si prepara per distruggere la Terra, quando Videl si fa avanti, rivelando di aspettare un figlio da Gohan, il quinto Saiyan necessario. Una volta placata l'ira del Signore della distruzione i Saiyan e Videl si riuniscono di nuovo in cerchio, riuscendo finalmente a trasformare Goku nel Super Saiyan God. |                   |                   |
| 10  | Il potere del Super Saiyan God 「見せろ悟空！ 超サイヤ人ゴッドの力！！」 - Misero Gokū! Sūpā Saiya-jin Goddo no chikara!! | 13 settembre 2015 | 1º gennaio 2017   |
| 10  | Goku, trasformato in Super Saiyan God, comincia a combattere contro Beerus, mentre Whis offre ospitalità a Pilaf e gli altri. Nonostante qualche difficoltà iniziale nel gestire il suo nuovo potere con il procedere dello scontro Goku ne diventa sempre più padrone, tanto da riuscire a colpire più volte Beerus. Il Dio della distruzione, felice per la nuova forza del suo avversario, decide quindi di cominciare a combattere sul serio. |                   |                   |
| 11  | La battaglia continua 「続けようぜビルス様！ 神と神の戦いを！」 - Tsudukeyō ze Birusu-sama! Kami to kami no tatakai o! | 20 settembre 2015 | 2 gennaio 2017    |
| 11  | Goku e Beerus continuano a combattere, ma ben presto sia il Saiyan che Piccolo e l'Anziano Kaiohshin si rendono conto che il Signore della distruzione si sta trattenendo per permettere al Super Saiyan God di raggiungere la massima potenza. Beerus spinge quindi Goku oltre i suoi limiti lanciando una serie di attacchi capaci di distruggere la Terra, che il Saiyan sventa con una Kamehameha; Beerus lo attacca subito dopo, ma il colpo risveglia il vero potere del Super Saiyan God e Beerus, felice, si prepara a combattere al massimo. |                   |                   |
| 12  | La fine dell'universo? 「宇宙が砕ける！？ 激突！破壊神VS超サイヤ人ゴッド！」 - Uchū ga kudakeru!? Gekitotsu! Haikaishin tai Sūpā Saiya-jin Goddo! | 27 settembre 2015 | 3 gennaio 2017    |
| 12  | Goku e Beerus combattono al massimo delle loro capacità, ma lo scontro dei loro pugni minaccia di distruggere l'intero universo; il Saiyan si accorge della situazione e inizia ad annullare gli attacchi del Dio della distruzione colpendolo con forza eguale. Beerus allora sfodera di nuovo il suo colpo speciale, cui Goku risponde con una Kamehameha; proprio quando si rende conto di avere raggiunto il limite Goku si accorge che il potere del Super Saiyan God sta in quello di non avere limiti ai livelli di potenza che può raggiungere. |                   |                   |
| 13  | Goku, spingiti oltre il Super Saiyan God! 「悟空よ、超サイヤ人ゴッドを超えてゆけ！」 - Gokū yo, Sūpā Saiya-jin Goddo o koete ike! | 4 ottobre 2015    | 4 gennaio 2017    |
| 13  | Lo scontro tra gli attacchi di Beerus e la Kamehameha di Goku crea una sfera di energia ad alta densità che minaccia di distruggere l'intero universo: per questo il Signore della distruzione, usando tutto il suo potere, la fa svanire nel nulla. I due continuano quindi a combattere, finché Goku non regredisce al primo livello di Super Saiyan: nonostante ciò, tuttavia, rimane al livello di Beerus, perché ormai il potere del Super Saiyan God alberga definitivamente dentro di lui. |                   |                   |
| 14  | Lo scontro finale 「これがオラのありったけの力だ！ 決着！神と神」 - Kore ga ora no arittake no chikarada! Ketchaku! Kami to kami | 11 ottobre 2015   | 5 gennaio 2017    |
| 14  | Dopo una acerrima battaglia Goku viene sconfitto da Beerus; il Signore della distruzione, tuttavia, poco prima di distruggere la Terra si addormenta a causa della stanchezza provocata dalla battaglia con il Saiyan, per cui Whis ne approfitta per portarlo via. Mentre Goku si ristora Vegeta gli promette che riuscirà a diventare un Super Saiyan God senza l'aiuto di nessuno. Piccolo rivela che Goku, usando il teletrasporto, ha scoperto dove si trovano Beerus e Whis. Nello spazio aperto, mentre Whis porta a casa Beerus, si scopre che costui non solo aveva inscenato la sua dormita, ma aveva anche mentito sul fatto che stesse usando appieno il suo potere. |                   |                   |
| 15  | Satan, l'eroe, fai un miracolo! Sfida dallo spazio 「勇者サタンよ奇跡を起こせ！ 宇宙からの挑戦状！！」 - Yūsha Satan yo kiseki o okose! Uchū kara no chōsenjō!! | 18 ottobre 2015   | 6 gennaio 2017    |
| 15  | Tutti ritornano alla vita di tutti i giorni dopo la visita di Beerus e Whis, mentre Mr. Satan viene premiato per avere salvato il pianeta dall'ennesima minaccia dopo avere convinto tutti con una delle sue solite storie. Durante la premiazione, tuttavia, giungono sulla Terra tre emissari del pianeta Snak; all'inizio dichiarano solo di volere proclamare salvatore dell'universo Mr. Satan, ma in verità sono giunti soprattutto per volere di Galbi che vuole mettere alla prova la potenza descritta dal campione del mondo. Dopo vari tentativi di evitare la battaglia Mr. Satan alla fine è costretto a combattere. Con un improvviso colpo di scena, però, il cane di Majin Bu appare dinanzi a Galbi, terrorizzandolo a tal punto da farlo fuggire dalla Terra insieme ai suoi compari. |                   |                   |
| 16  | Vegeta diventa un discepolo di Whis! 「ベジータが弟子入り！？ ウイスを攻略せよ！」 - Vegeta ga deshiiri!? Uisu o kōryakuseyo! | 25 ottobre 2015   | 7 gennaio 2017    |
| 16  | Goku, per volere di Chichi, si vede costretto a ritornare al suo lavoro da contadino. Mentre Vegeta si allena duramente con l'intenzione di diventare un Super Saiyan God Bulma cerca di assicurarsi l'amicizia di Whis facendogli mangiare diverse prelibatezze terrestri. Vegeta li incontra e scopre con stupore che Whis è il maestro di Lord Beerus. Il Saiyan gli chiede disperatamente un suo allenamento, ma inizialmente Whis rifiuta: Vegeta allora gli fa assaggiare il cibo più buono della Terra, il ramen, e riesce a convincerlo. Entrambi si dirigono verso il pianeta di Lord Beerus per iniziare l'allenamento. |                   |                   |
| 17  | È nata Pan... e Goku si mette in viaggio?! 「パン誕生！ そして悟空は修行の旅へ！？」 - Pan tanjō! Soshite Gokū wa shugyō no tabi he!? | 1º novembre 2015  | 8 gennaio 2017    |
| 17  | Sono trascorsi circa sei mesi sulla Terra da quando Vegeta è partito con Whis per allenarsi. Nel frattempo è nata la piccola Pan, la figlia di Gohan e Videl, e Chichi cerca in tutti i modi di proteggere la nipotina dai comportamenti irresponsabili dei familiari, tra cui Mr. Satan, che la vuole in futuro un'esperta d'arti marziali, nonché come suo successore. Goku viene a scoprire da Bulma che Vegeta è assente dalla Terra da sei mesi per via degli allenamenti sul pianeta di Beerus e che Whis non tornerà prima di altri due mesi. Dopo tale periodo i due si incontrano e il Saiyan riesce a convincere Whis ad allenarlo assieme a Vegeta, partendo con esso alla volta dello spazio. |                   |                   |
| 18  | Un nuovo addestramento 「オラも来たぞ！ ビルス星で修行開始だ！」 - Ora mo kita zo! Birusu sei de shugyō kaishi da! | 8 novembre 2015   | 8 gennaio 2017    |
| 18  | Goku, arrivato sul pianeta di Lord Beerus, aiuta Vegeta, presente li già da mezzo anno, a svolgere le faccende domestiche. Dopodiché Whis li costringe a correre attorno al pianeta tenendo grossi pesi alle braccia; infine sfida i due Saiyan in un combattimento, ma entrambi non riescono nemmeno a toccarlo. Whis spiega loro che quando combattono devono pensare meno con la testa, in modo tale che possano così dare sfogo alla loro piena potenza nei colpi che sferrano in battaglia. |                   |                   |
| 19  | Il ritorno di Freezer! 「絶望ふたたび！ 悪の帝王・フリーザの復活！」 - Zetsubō futatabi! Aku no teiō - Furīza no fukkatsu! | 15 novembre 2015  | 8 gennaio 2017    |
| 19  | Mentre proseguono gli allenamenti di Goku e Vegeta nell'universo incombe una nuova minaccia: Sorbet, capo delle armate di Freezer dopo la sua morte, è deciso a resuscitare quest'ultimo in modo tale da conquistare l'intero universo. Non potendo contare sulle sfere del drago dei namecciani Sorbet si dirige con la sua nave spaziale e il suo esercito al seguito verso la Terra, alla ricerca delle sfere terrestri. Dopo averle trovate, con l'aiuto della banda di Pilaf, il drago Shenron viene evocato e Sorbet gli chiede di resuscitare Freezer. Il suo corpo, ridotto a brandelli dopo essere stato tagliato in vari pezzi dal Trunks del futuro, viene portato sulla navicella spaziale e ricomposto tramite la vasca di rianimazione, la quale di lì a poco fa uscire il potente tiranno. |                   |                   |
| 20  | Un avvertimento da Jaco! Arriva Freezer con i suoi mille soldati 「ジャコからの警告！ 迫り来るフリーザと1000人の兵士達！」 - Jako kara no keikoku! Semari kuru Furīza to 1000-ri no heishi-tachi! | 22 novembre 2015  | 8 gennaio 2017    |
| 20  | Quattro mesi dopo la resurrezione di Freezer, lasso di tempo nel quale quest'ultimo si è allenato per migliorare le proprie doti in combattimento, il poliziotto galattico Jaco arriva sulla Terra per avvisare Bulma e gli altri Guerrieri Z che il tiranno spaziale è tornato in vita e che nel giro di un'ora atterrerà a bordo della sua navicella spaziale con un esercito di mille uomini al seguito, pronto a vendicarsi dei Saiyan che lo hanno sconfitto in passato. |                   |                   |
| 21  | La vendetta di Freezer 「復讐のはじまり！ フリーザ軍の悪意が悟飯を撃つ！」 - Fukushū no hajimari! Furīza-gun no akuiga satoshi Gohan outsu! | 29 novembre 2015  | 8 gennaio 2017    |
| 21  | Gohan, Piccolo, Crilin, Tenshihan e il Maestro Muten arrivano sul luogo dell'atterraggio della navicella di Freezer, il quale ordina al suo esercito di attaccare i guerrieri terrestri. Crilin comincia a combattere appieno dopo avere superato la paura instillata in lui da Freezer, il quale lo aveva ucciso su Namecc. I cinque guerrieri prendono rapidamente il controllo della battaglia finché Tagoma, soldato di Freezer diventato molto più forte e malvagio stando a contatto con il tiranno durante i suoi allenamenti, non colpisce a morte sia il compagno Shisami alle spalle che Gohan mentre essi sono impegnati nel loro scontro; il Saiyan, tuttavia, riesce a salvarsi grazie all'intervento di Piccolo e con l'ingestione di un fagiolo magico. Tagoma, preso dall'euforia del momento, sprigiona la propria aura che viene subito percepita da Goten e Trunks, i quali si dirigono rapidamente verso il campo di battaglia. |                   |                   |
| 22  | L'inaspettato ritorno di Giniu 「チェーンジ！ まさかの復活！その名はギニュー！！」 - Chēnji! Masaka no fukkatsu! Sono na wa Ginyu!! | 6 dicembre 2015   | 8 gennaio 2017    |
| 22  | Sul campo di battaglia arriva Gotenks e, con un colpo alle parti basse, stende Tagoma a terra, ma la fusione, già in atto, si annulla subito prima che possano combattere con Freezer: Goten e Trunks sono quindi costretti alla ritirata andando a nascondersi assieme a Bulma e Jaco, arrivati lì poco prima per osservare la battaglia. Mentre Tagoma è ancora a terra in scena compare anche Ginew che, trovandosi ancora nel corpo di una rana dagli avvenimenti di Namecc, si scambia con Tagoma scrivendo la formula della tecnica Body Change sul terreno, che Tagoma ingenuamente pronuncia attivandola. Ginew, felice di tornare in un corpo da combattente ai servigi di Freezer, atterra i cinque guerrieri avversari, costringendo Gohan a ricorrere al potere di Super Saiyan e a sconfiggerlo con due colpi. Freezer, rivedendo in Gohan lo stesso sguardo di Goku quando fu indulgente con lui su Namecc, comincia a colpire il Saiyan con raggi d'energia, ferendolo in più parti del corpo fino ad abbatterlo. Spara infine un potente raggio laser contro Gohan, ma Piccolo si mette in mezzo alla traiettoria facendosi colpire e cadendo esanime al suolo. |                   |                   |
| 23  | La Terra e Gohan sono in pericolo, torna presto Goku! 「地球が！悟飯が！絶体絶命！ 早く来てくれ孫悟空！！」 - Chikyū ga! Gohan ga! Zettaizetsumei! Hayaku kite kure Son Gokū!! | 13 dicembre 2015  | 8 gennaio 2017    |
| 23  | Alla morte di Piccolo Gohan scatena tutta la sua rabbia. Grazie a tale aumento di aura Goku e Vegeta, avvisati della minaccia tramite un messaggio di Bulma arrivato a Whis, possono così tornare immediatamente sulla Terra con il teletrasporto di Goku per salvare Gohan, che, sfinito, viene salvato dal padre e da un fagiolo magico di Crilin. Goku così teletrasporta via il corpo di Piccolo mandandolo da Dende per resuscitarlo con le sfere del drago di Namecc e consiglia a Goten e Trunks di allontanarsi da lì e spiegare a Dio cosa sta accadendo. Goku e Vegeta scoprono che Ginew si è impossessato del corpo di Tagoma e Vegeta lo uccide polverizzandolo con un colpo energetico. Freezer scende in campo mostrando fin da subito la sua forma finale, creando un'enorme sfera d'energia attorno a sé che spazza via il suo stesso esercito a eccezione di Sorbet. Goku, riparatosi con gli altri da tale energia, si fa quindi avanti pronto a battersi. |                   |                   |
| 24  | Il duello tra Freezer e Goku 「激突！フリーザVS孫悟空 これがオラの修行の成果だ！」 - Gekitotsu! Furīza tai Son Goku. Kore ga ora no shugyō no seika da! | 20 dicembre 2015  | 8 gennaio 2017    |
| 24  | Goku e Freezer cominciano a combattere sprigionando le loro potenti aure che si scontrano tra loro provocando forti scosse nel terreno. Vegeta, impaziente di combattere, si intromette nella lotta andando a scontrarsi con Goku, intimandolo di fare presto e lasciargli il posto, ma Freezer gli risponde dicendo che la sua vendetta prevede l'uccisione di Goku e che lui non deve immischiarsi. Si decide così di giocare a carte scoperte e Goku si trasforma nella versione Super Saiyan del Super Saiyan God davanti agli occhi del nemico. |                   |                   |
| 25  | Battaglia ai massimi livelli! La vendetta di Freezer 「全開バトル！復讐のゴールデンフリーザ」 - Zenkai batoru! Fukushū no Gōruden Furīza | 27 dicembre 2015  | 8 gennaio 2017    |
| 25  | Su richiesta di Goku anche Freezer decide di giocare a carte scoperte sfoderando il suo potere al massimo trasformandosi così in Golden Freezer, forma raggiunta dall'alieno durante i quattro mesi precedenti. La battaglia tra i due nemici comincia senza esclusione di colpi, mentre sulla Terra arrivano anche Beerus e Whis, intenzionati ad assistere allo scontro tra i due guerrieri assieme a Bulma e gli altri. |                   |                   |
| 26  | Il punto debole 「大ピンチに勝機が見えた！ 反撃開始だ孫悟空！」 - Dai pinchi ni shōki ga mieta! Hangeki kishi da Son Goku! | 10 gennaio 2016   | 8 gennaio 2017    |
| 26  | Freezer sta avendo la meglio su Goku che, nonostante subisca molti attacchi, intuisce il punto debole dell'alieno: Freezer infatti respira a fatica, segno che non è in grado di mantenere a lungo la sua nuova forma, la quale richiede un forte dispendio di energia. A un certo punto Freezer, per dare il colpo di grazia a Goku, supera il limite di potenza che il suo corpo è in grado di sostenere e a causa di ciò perde all'improvviso quasi tutta la forza della sua nuova trasformazione. Goku ne approfitta quindi per ribaltare le sorti dello scontro e avere la meglio sul rivale, atterrandolo con un poderoso pugno. Viene però colpito alle spalle da un raggio d'energia partito dall'anello di Sorbet, dopo che il Saiyan aveva incautamente sciolto la trasformazione tornando allo stato normale; il raggio gli trapassa il costato facendolo cadere al suolo. Freezer rivela che questo era il suo piano di riserva e si appresta a uccidere il rivale, ma viene fermato da un attacco di Vegeta. |                   |                   |
| 27  | La Terra esplode 「地球爆発！？ 決着のかめはめ波」 - Chikyū bakuhatsu!? Ketchaku no Kamehameha | 17 gennaio 2016   | 8 gennaio 2017    |
| 27  | Vegeta mette in salvo Goku deviando un raggio di Freezer che finisce per uccidere Sorbet. Goku viene curato grazie a un fagiolo magico da Crilin, mentre Vegeta scende in campo trasformandosi nella versione Super Saiyan del Super Saiyan God e avendo così facilmente la meglio su un Freezer ormai quasi del tutto privo di forze. Tuttavia, non dandosi per vinto, Freezer sferra un improvviso e potente attacco verso il cuore della Terra facendo esplodere il pianeta in pochi secondi e uccidendo tutti i suoi abitanti. Prontamente Whis crea uno scudo salvando coloro che erano presenti sul campo di battaglia a eccezione di Vegeta, che rimane coinvolto nell'esplosione. Whis utilizza quindi il suo potere di riavvolgere il tempo di tre minuti, ripristinando la Terra e permettendo a Goku di distruggere Freezer con una Kamehameha prima che egli sferri nuovamente l'attacco verso il pianeta. Mentre tutti festeggiano per la vittoria Piccolo viene riportato in vita dalle sfere del drago di Namecc. Gohan si scusa con lui dato che è morto a causa della sua incapacità di fare fronte al pericolo chiedendo al suo maestro di riprenderlo come allievo. |                   |                   |
| 28  | Lord Champa il Signore della distruzione del Sesto Universo 「第6宇宙の破壊神 その名はシャンパ」 - Dai roku uchū no hakaishin: Sono na wa Shanpa | 24 gennaio 2016   | 6 settembre 2017  |
| 28  | Dopo la sconfitta di Freezer Goku e Vegeta tornano ad allenarsi sotto la supervisione di Whis sul pianeta di Beerus: lì giungono Champa e Vados, fratelli e alter ego rispettivamente di Beerus e Whis nel Sesto Universo. Whis rivela ai due Saiyan che esistono in tutto dodici universi; il loro è il Settimo ed è gemellato con il Sesto Universo che ne è la copia speculare. Champa, dopo avere assaggiato un po' di cibo terrestre, ne rimane colpito e chiede a Vados di trovare la Terra del Sesto Universo, ma Whis e Vados scoprono che essa è una landa desolata e che gli umani si sono estinti a causa dei conflitti insorti sul pianeta. Desiderando scambiare le due Terre dei rispettivi universi Champa propone a Beerus un torneo di arti marziali tra cinque guerrieri del Settimo e altrettanti del Sesto Universo, con in palio la possibilità per la squadra vincitrice di esprimere un desiderio tramite le sfere del desiderio, ovvero le sfere del drago dotate di poteri immensi della dimensione degli Dei della distruzione. Beerus accetta e Goku e Vegeta si fanno avanti per partecipare al torneo. |                   |                   |
| 29  | Il torneo di arti marziali 「格闘試合開催決定！ 主将は悟空よりも強いヤツ」 - Kakutō shiai kaisai kettei! Shushō wa Gokū yori tsuyoi yatsu | 31 gennaio 2016   | 7 settembre 2017  |
| 29  | Mentre Champa e Vados preparano l'arena per il torneo su un pianeta neutrale Goku e gli altri tornano sulla Terra per raccogliere le sfere del drago e chiedere a Shenron dove si trovi l'ultima sfera del desiderio del sesto universo; questa richiesta, tuttavia, supera di molto i poteri del drago, così Beerus lo congeda. Bulma decide allora di costruire un Super Dragon Radar, in modo da trovare le sfere del desiderio del Settimo Universo e impedire a Beerus di esprimere desideri, temendo che egli possa davvero desiderare l'estinzione del creato. Bulma si accorge che il Super Dragon Radar non riesce a localizzare alcuna sfera, dato che la Terra si trova ai margini del Settimo Universo. Chiede dunque a sua sorella Tights di metterla in contatto con Jaco, il quale può aiutarla usando la sua nuova astronave per spostarsi al centro dell'universo. Vegeta e Goku, quest'ultimo impaziente di confrontarsi con Monaka, il terzo guerriero del team di Beerus, definito l'avversario più forte con cui abbia mai combattuto, partono dunque alla ricerca degli altri due membri della squadra. |                   |                   |
| 30  | Il reclutamento 「『格闘試合』へのおさらい 残り二人のメンバーは誰だ！？」 - Kakutō shiai e no o sarai nokori futari no menbā wa dareda!? | 7 febbraio 2016   | 8 settembre 2017  |
| 30  | Goku e Vegeta vanno alla ricerca degli ultimi due combattenti per la loro squadra: riescono infine a reclutare Majin Bu, promettendogli che in caso di vittoria potrà esprimere con le super sfere del drago un desiderio per il suo amico Mr. Satan, e Piccolo, il quale prende il posto di un impegnato Gohan. I due Saiyan decidono inoltre di andare ad allenarsi insieme all'interno della Stanza dello Spirito e del Tempo nei tre giorni rimanenti. Nel frattempo Whis e Beerus si dirigono da Monaka, così che si unisca alla squadra. |                   |                   |
| 31  | Zuno, l'onnisciente 「ズノー様のもとへ！ 超ドラゴンボールのありかを聞き出せ！」 - Zunō-sama no moto e! Sūpā Doragon Bōru no arika o kikidase! | 14 febbraio 2016  | 11 settembre 2017 |
| 31  | Jaco rivela a Bulma che vista la sua sconfinatezza è impossibilie raggiungere il centro dell'universo, ma suggerisce di trovare una soluzione recandosi da Zuno, un essere onnisciente e in grado di rivelare la posizione delle sfere. Arrivati sul posto scoprono che la lista di attesa è lunga anni; ma Jaco, salvando uno dei servitori di Zuno da un criminale ricercato dal corpo di polizia galattica, ottiene immediata udienza. I due apprendono che le super sfere del drago vennero create dal dio drago Zalama e sono sparpagliate tra il Sesto e il Settimo Universo; quando vengono radunate evocano il drago e, esaudito il desiderio richiesto, esse si sparpagliano nuovamente tra i due universi. Bulma torna a casa e racconta tutto a Vegeta; quest'ultimo intuisce quindi che Champa ha rubato abusivamente alcune sfere dal Settimo Universo. |                   |                   |
| 32  | Alla volta del pianeta senza nome! 「試合開始だ！ みんなで「名前の無い星」へ！」 - Shiai kaishi da! Minna de 'namae no nai hoshi' e! | 21 febbraio 2016  | 12 settembre 2017 |
| 32  | Terminato il loro allenamento Goku e Vegeta partono assieme a Beerus, Whis e i loro amici usando il cubo trasportatore per raggiungere il pianeta in cui si svolgerà il torneo tra i due universi. Goku ha modo di conoscere Monaka ed è deluso dal constatare che non sembra così forte come gli era stato descritto. Giunti sul pianeta i combattenti dei team di Beerus e di Champa sostengono un test scritto preliminare. Il team di Beerus si trova però già in difficoltà: Majin Bu infatti si addormenta durante il test costringendo così Goku e gli altri a combattere in inferiorità numerica. Il torneo inizia e il primo match vede confrontarsi Goku contro Botamo del Sesto Universo. |                   |                   |
| 33  | Freezer del Sesto Universo 「驚け第6宇宙よ！ これが超サイヤ人・孫悟空だ！」 - Odoroke dai roku uchū yo! Kore ga Sūpā Saiya-jin Son Gokū da! | 28 febbraio 2016  | 13 settembre 2017 |
| 33  | Goku e Botamo cominciano a combattere, ma quest'ultimo si rivela capace di deviare gli attacchi del Saiyan in un'altra dimensione resistendo a tutti i suoi colpi; Goku riesce comunque a sconfiggerlo facendolo cadere fuori dal ring. Al posto di Botamo arriva Frost, alter ego di Freezer nel Sesto Universo, che ha tutte le abilità di quest'ultimo ma che contrariamente a lui sembra un individuo generoso e magnanimo: ha infatti preso parte al torneo solo per ottenere l'aiuto di Champa nel fermare le guerre del Sesto Universo. Goku gli chiede di sfoderare tutta la sua forza mentre lui si trasforma in Super Saiyan: giunto tuttavia a un passo dalla vittoria Goku sembra avere uno svenimento e viene lanciato fuori dal ring. |                   |                   |
| 34  | Junior contro Frost 「ピッコロVSフロスト 魔貫光殺砲にすべてをかけろ！」 - Pikkoro tai Furosuto Makankōsappō ni subete o kakero! | 6 marzo 2016      | 14 settembre 2017 |
| 34  | È il turno di Piccolo, che decide di puntare tutto sul suo Makankosappo, ma si ritrova anche lui a svenire per poi essere colpito da Frost. Jaco allora chiede all'arbitro di fare ricorso e di esaminare Frost visto il presunto utilizzo di un'arma da parte di quest'ultimo, ovvero un ago stordente presente nel braccio destro dell'alieno. L'arbitro squalifica quindi Frost dando la vittoria a Piccolo; l'ira di Champa è immensa e Vados gli spiega che in realtà Frost crea guerre per poi risolverle e passare come l'eroe di turno, acquistando successivamente i pianeti colpiti dalle guerre a costi molto bassi. In tutto questo, però, interviene Vegeta che invita Piccolo a ritirarsi: il namecciano accetta, lasciando spazio al Saiyan contro Frost. |                   |                   |
| 35  | La battaglia senza frontiere di Vegeta 「怒りを力に変えろ！ ベジータの全開バトル」 - Ikari o chikara ni kaero! Bejīta no zenkai batoru | 20 marzo 2016     | 15 settembre 2017 |
| 35  | Vegeta, trasformato in Super Saiyan, sconfigge Frost con un solo pugno, scaraventandolo contro la cupola e rompendola. Prima che inizi lo scontro successivo Beerus trova il segno della puntura di Frost sulla mano di Goku riuscendo a farlo rientrare in gara. Champa fa costruire una seconda barriera attorno al ring e inserisce una nuova regola che prevede la squalifica per chiunque la tocchi; Vados, nel frattempo, si accorge che Frost vuole rubare il cubo trasportatore di Champa e il montepremi in oro del torneo, ma l'alieno viene tramortito da Hit, altro membro della squadra del Sesto Universo, e riportato in tribuna. Magetta il robot, il nuovo avversario di Vegeta, si dimostra forte e resistente ma carente in velocità. Vegeta è costretto a trasformarsi di nuovo in Super Saiyan; Magetta, allora, inizia ad aumentare la temperatura all'interno del ring grazie alla lava che contiene nel suo corpo, così da sfiancare il suo avversario. |                   |                   |
| 36  | La rabbia dirompente di Vegeta 「まさかの大苦戦！ ベジータ怒りの大爆発！」 - Masaka no dai kusen!? Bejīta ikari no dai bakuhatsu! | 27 marzo 2016     | 18 settembre 2017 |
| 36  | Vegeta tenta di colpire l'avversario con il Cannone Galick, ma Magetta contrattacca scaraventandolo fuori dal ring. Il Saiyan atterra con un piede fuori, ma improvvisamente interviene l'arbitro di gara che fa notare che il piede si trova sopra un frammento del ring e che quindi il combattente è ancora in gioco. Vegeta allora libera tutta la sua aura mandando in frantumi la barriera attorno al ring eretta da Champa e Vados, per poi sfoggiare il Lampo Finale con il quale colpisce Magetta; infine lo attacca con un pugno scaraventadolo fuori dal ring dopo avergli fatto abbassare la guardia. |                   |                   |
| 37  | Vegeta affronta il Saiyan del sesto universo 「サイヤ人の誇りを忘れるな！ ベジータVS第6宇宙のサイヤ人」 - Saiyajin no hokori o wasureruna! Bejīta VS Dai-Roku Uchū no saiyajin | 3 aprile 2016     | 19 settembre 2017 |
| 37  | Dopo che Vados e Whis hanno aggiustato e ampliato il ring Champa e Beerus eliminano la regola della sconfitta se si esce dal terreno di scontro. Vegeta si appresta quindi ad affrontare Cabba, il giovane Saiyan del Sesto Universo, che si dimostra un buon avversario. Vegeta si trasforma in Super Saiyan e ordina al ragazzo di fare altrettanto: quest'ultimo tuttavia rivela di non esserne in grado e gli chiede di insegnarglielo. Vegeta si infuria e minaccia di distruggere il suo pianeta e la sua famiglia, ma proprio tali parole risvegliano il Super Saiyan che c'è in Cabba. Vegeta, quindi, si trasforma in Super Saiyan blu e lo sconfigge con un solo pugno, spronandolo poi a diventare più forte e a non dimenticarsi mai dell'orgoglio dei Saiyan. Cabba viene quindi sostituito da Hit, l'ultimo componente della squadra del Sesto Universo e famigerato sicario cui Vados ha promesso, in caso di vittoria, il cubo di Champa per spostarsi anche in altri universi. |                   |                   |
| 38  | Hit, colui che non sbaglia un colpo 「第6宇宙最強の戦士！ 殺し屋ヒット見参!!」 - Dai-Roku Uchū saikyō no senshi! Koroshi ya Hitto kenzan!! | 10 aprile 2016    | 20 settembre 2017 |
| 38  | È il turno dello scontro tra Vegeta e Hit. Il Saiyan prova a colpire l'avversario, ma Hit sembra essere in grado di prevedere tutte le sue mosse e a schivarle, per poi contrattaccare con attacchi semplici ed efficaci e infine sconfiggerlo con un potente pugno. La squadra del Settimo Universo intuisce che Hit combatte ricorrendo a dei salti temporali di 0,1 secondi l'uno, ma non riesce a elaborare una controstrategia. Whis inoltre rivela finalmente che Monaka è un concorrente molto debole, portato solo per motivare Goku e Vegeta, il che preoccupa ancora di più Beerus e anche Piccolo. Goku scende in campo e dopo qualche scambio di colpi riesce a colpire l'assassino, rivelando di avere trovato il punto debole dei salti temporali, ovvero i movimenti che Hit compie ogni volta che li esegue. Grazie ad alcuni calcoli Goku è in grado di attaccare l'avversario, il quale decide di iniziare a fare sul serio. |                   |                   |
| 39  | Il contrattacco di Goku 「成長した”時とばし”の反撃！？ 出るか!?悟空の新たな技！」 - Seichōshita "toki tobashi" no hangeki!? Deru ka!? Gokū no aratana waza! | 17 aprile 2016    | 21 settembre 2017 |
| 39  | Goku sembra avere la meglio su Hit, di cui anticipa tutte le mosse, ma a un certo punto il combattente inizia ad aumentare l'aura, lasciando tuttavia la potenza invariata e rendendo perplessi gli spettatori e anche Goku. Dopo avere ripreso il combattimento Hit dimostra di avere appena aumentato la durata dei suoi salti temporali. Dopo una serie di attacchi a favore di Hit Goku sfoggia una nuova variante del Kaiohken unita alla trasformazione del Super Saiyan blu, riuscendo di nuovo a superare Hit in velocità e annullando l'efficacia dei suoi salti temporali. Dopo un paio di colpi Goku sente però il bisogno di terminare subito lo scontro, poiché la trasformazione si sarebbe annullata nel giro di poco tempo, e si scaglia su Hit. |                   |                   |
| 40  | La battaglia finale 「ついに決着！ 勝者はビルス？それともシャンパ？」 - Tsuini ketchaku! Shōsha wa Birusu? Soretomo Shanpa? | 24 aprile 2016    | 22 settembre 2017 |
| 40  | Lo scontro tra Goku e Hit procede senza esclusione di colpi, con Beerus e Champa che tornano a battibeccarsi. Goku allora, stanco di essere una pedina nelle mani delle due divinità, decide di interrompere ogni litigio scendendo dal ring e auto-eliminandosi dal torneo. Beerus va su tutte le furie, anche perché il prossimo a fronteggiare Hit sarà il debole Monaka, che scende in campo e sferra un pugno contro l'avversario. Hit finge di venire colpito e si lascia cadere fuori dal ring, pareggiando i favori con Goku. Il Settimo Universo vince così il torneo e Champa si infuria con i lottatori del suo universo, minacciando loro di ucciderli in preda a un delirio d'onnipotenza, interrotto solo dall'arrivo sul ring del sommo Zeno, che provoca sia in lui che in Beerus un certo timore. |                   |                   |
| 41  | Appari, oh drago, ed esaudisci il mio desiderio, da bravo, bravo drago! 「出でよ神の龍 そして願いを叶えてちょんまげ！」 - Ide yo Kami no ryū soshite negai o kanaete chonmage! | 1º maggio 2016    | 25 settembre 2017 |
| 41  | Zeno, capo dei dodici universi e superiore di tutte le divinità di ciascuno di essi, rimprovera bonariamente Beerus e Champa e li invita a non tralasciare più i loro doveri di Dei della distruzione; incuriosito però dall'idea del torneo egli propone una sfida di maggiori proporzioni in cui richiamerà tutti i migliori guerrieri dei dodici universi per un torneo inter-universale. Raccolta anche l'ultima sfera mancante, ovvero il pianeta sul quale si è tenuto il torneo, Whis evoca il drago supremo, Super Shenron, al quale chiede di ripristinare la Terra del Sesto Universo nelle condizioni precedenti alla guerra che la distrusse. Tornati sul mondo di Beerus Goku supplica il Dio di potere combattere contro Monaka, ma ottiene un rifiuto. Dopo che il Saiyan e i suoi compagni se ne vanno si scopre che Monaka è in realtà un semplice fattorino spaziale, che viene generosamente ricompensato da Beerus per il favore ma che gli annuncia che avrà ancora bisogno di lui per motivare Goku nell'imminente torneo inter-universale. |                   |                   |
| 42  | Goku combatte finalmente contro Monaka? 「波乱の祝勝会！遂に対決！？モナカVS孫悟空」 - Haran no shukushō kai! Tsuini taiketsu!? Monaka tai Son Gokū | 8 maggio 2016     | 26 settembre 2017 |
| 42  | Bulma invita tutti a casa sua per festeggiare la vittoria nel torneo di arti marziali. Beerus e Whis evitano appositamente di invitare Monaka in modo che Goku non scopra che egli in realtà è molto debole, ma Monaka si presenta comunque a causa del suo lavoro di fattorino. Dopo avere scoperto il suo segreto tutti si ingegnano quindi per mascherare la realtà agli occhi di Goku, convinti che il Saiyan abbia più motivazioni a migliorarsi in vista del torneo inter-universo se gli venga fatto credere che esista un mortale più forte di lui nel Settimo Universo. Beerus, su consiglio di Trunks, si traveste da Monaka con un costume che Mr. Satan aveva fatto fare e affronta Goku, nonostante a causa del costume non riesce a combattere al meglio. Alla fine Whis interrompe lo scontro su ordine di Beerus (ovvero Pual che trasformandosi in lui ne assume le sembianze), ma Goku comunque si convince che Monaka è un guerriero formidabile. |                   |                   |
| 43  | L'aura di Goku va fuori controllo 「『悟空の「気」が制御不能!? パンのお世話で四苦八苦』」 - Gokū no "ki" ga seigyo funō!? Pan no osewa de shikuhakku | 15 maggio 2016    | 27 settembre 2017 |
| 43  | Da qualche tempo Goku non riesce a controllare bene il suo ki, tanto che cose come volare o teletrasportarsi gli sono impossibili senza combinare disastri; su consiglio di Chichi si reca quindi dal re Kaioh, che gli rivela che l'uso che ha fatto del Kaiohken contro Hit potrebbe portarlo a doversi ritirare dai combattimenti e gli consiglia di prendersi un periodo di riposo badando alla nipotina Pan. La piccolina viene senza volerlo rapita da Pilaf e i suoi scagnozzi, che volevano entrare in casa di Gohan, ma risvegliando i suoi poteri torna a casa da sola sana e salva. |                   |                   |
| 44  | Il segreto dell'acqua sovrumana 「ポトフ星の封印解き放たれた“超人水”の秘密！」 - Potofu sei no fūin toki hanatareta "Chōjin sui" no himitsu | 22 maggio 2016    | 28 settembre 2017 |
| 44  | Goten e Trunks finiscono inavvertitamente nel furgone di Monaka, giunto da Bulma per una consegna, e si ritrovano sul pianeta Pot-au-feu, dove difendono l'autoctono Potage dall'attacco di Gryll e i suoi uomini, criminali intergalattici intenzionati a rubare la preziosa acqua sovraumana nascosta nel pianeta e capace di aumentare enormemente il potere di chi la beve. Gryll rapendo Monaka riesce a bere l'acqua, ma in soccorso dei due piccoli giungono Jaco e Vegeta, inviati da Bulma per riportarli a casa. Il Saiyan affronta quindi Gryll che però, grazie ai suoi nuovi poteri, riesce a privare Vegeta delle sue forze e a crearne una copia perfetta. |                   |                   |
| 45  | Il clone di Vegeta 「ベジータが消える！？複製ベジータの脅威！」 - Bejīta ga kieru!? Fukusei Bejīta no kyōi! | 29 maggio 2016    | 29 settembre 2017 |
| 45  | Potage spiega che l'acqua miracolosa si impossessa dei poteri e della personalità di coloro con i quali entra in contatto e che le sue vittime svaniscono nel nulla dopo circa cinque minuti; Goten e Trunks quindi, ricorrendo alla fusione, tentano di sconfiggere la copia di Vegeta ma senza riuscirci. Goku, ristabilitosi completamente, giunge sul posto e viene informato della situazione, preparandosi a uno scontro mortale con il suo rivale di sempre. |                   |                   |
| 46  | Lo scontro tra Goku e il clone di Vegeta 「悟空VS複製ベジータ！ 勝つのはどっちだ!?」 - Gokū tai fukusei Bejīta! Katsu no wa dotchida!? | 5 giugno 2016     | 2 ottobre 2017    |
| 46  | Goku e la copia di Vegeta cominciano a combattere, mentre Potage suggerisce al vero Vegeta di tenersi stretto il sigillo del contenitore dell'acqua miracolosa in modo da ritardare la sua scomparsa. L'anziano alieno si ricorda che per battere gli esseri creati dalla sostanza bisogna distruggere il nucleo del corpo principale: Trunks, Goten, Jaco e Potage si mettono quindi alla ricerca della melma, che era stata scaraventata lontano dal Vegeta clone poco dopo essere stato creato. Goku e il clone decidono a questo punto di farla finita con un ultimo assalto: il loro colpo provoca una luce intensa che abbaglia i presenti e la melma tenta di approfittarne per assorbire Trunks; Vegeta, vedendo il figlio in pericolo si lancia a salvarlo, perdendo il sigillo e iniziando a scomparire. Nel trambusto che ne segue Monaka, il quale era svenuto in precedenza per la paura, si risveglia e calpesta involontariamente il nucleo della creatura nemica: ciò indebolisce la copia di Vegeta e Goku ne approfitta per annientarla con una Kamehameha. Intanto, in una città devastata, Trunks del futuro si nasconde da un nuovo nemico. |                   |                   |
| 47  | Pericolo dal futuro 「未来からのSOS！ 黒き新たな敵現る!!」 - Mirai kara no esuōesu! Kuroki arata na teki arawaru! | 12 giugno 2016    | 3 ottobre 2017    |
| 47  | Il futuro di Trunks è colpito dalla minaccia di un nuovo nemico, Black; dopo essere fuggito da quest'ultimo il ragazzo si rifugia nel laboratorio della madre, che gli consegna il liquido necessario per tornare nel passato e chiedere aiuto a Goku per sconfiggerlo. Black tuttavia lo trova e distrugge il laboratorio uccidendo Bulma; rifugiandosi altrove Trunks incontra Mai, la ragazza della banda di Pilaf, con la quale raggiunge la Capsule Corporation per potere utilizzare la macchina del tempo. I loro piani però vengono sventati nuovamente dal misterioso Black, di cui Trunks non aveva avvertito l'aura. L'essere, dopo avere messo fuori gioco Mai, si rivela a Trunks con sembianze identiche a quelle di Goku, mostrando anche un orecchino Potara sull'orecchio sinistro. |                   |                   |
| 48  | Rinasce la speranza! Trunks si risveglia nel presente 「HOPE!!再び現在で目覚めよトランクス」 - Kibō!! Futatabi ima de mezameyo Torankusu | 19 giugno 2016    | 4 ottobre 2017    |
| 48  | Mentre nel presente Trunks e la banda di Pilaf frequentano la stessa scuola privata, dove tra il piccolo Saiyan e Mai iniziano ad apparire i primi evidenti segni di affetto, nel futuro Black e Trunks cominciano a combattere. Il primo ha facilmente la meglio; il giovane, tuttavia, riesce a fuggire e ad azionare la macchina del tempo, giungendo in pessime condizioni alla Capsule Corporation. Bulma viene informata e avverte immediatamente Vegeta, che si trova con Goku sul pianeta di Beerus: i tre e Whis giungono sulla Terra con il teletrasporto di Goku, che successivamente si reca da Karin per prendere alcuni fagioli senzu. Grazie a uno di essi Trunks si risveglia e, confondendolo per Black, attacca Goku. |                   |                   |
| 49  | La minaccia di Black Goku 「未来からのメッセージ ゴクウブラック襲来！」 - Mirai kara no messēji: Gokū Burakku shūrai! | 26 giugno 2016    | 5 ottobre 2017    |
| 49  | Bulma riesce a calmare Trunks, che spiega di avere scambiato Goku per il nemico che minaccia il suo tempo. Dopo una ramanzina di Whis sui viaggi nel tempo Bulma si mette a frugare nella macchina e trova gli appunti di sé stessa che spiegano come riparare il veicolo. Trunks racconta a Vegeta di avere ricevuto istruzioni da Kaiohshin per eliminare preventivamente Babidy e Darbula, impedendo il risveglio di Majin Bu, e descrive Black come un uomo uguale a Goku apparso portando un messaggio: distruggere l'umanità per la giustizia. Goku chiede a Trunks di confrontarsi con lui per constatare la potenza di Black: il giovane si trasforma in Super Saiyan 2, ma Goku lo batte con due soli colpi con il Super Saiyan 3. Trunks tuttavia rivela che la potenza di Goku è comunque inferiore a quella del nemico. Successivamente fanno la loro comparsa anche Crilin, Piccolo e Black Goku, il quale è riuscito a tornare indietro nel tempo grazie al suo anello spazio-temporale. |                   |                   |
| 50  | Goku contro Black: rotta verso il futuro sigillato! 「悟空VSブラック！ 閉ざされた未来への道」 - Gokū VS Burakku! Tozasareta mirai e no michi | 3 luglio 2016     | 6 ottobre 2017    |
| 50  | Black è appena arrivato nel passato e sembra riconoscere Goku, Vegeta e Beerus. Goku affronta l'avversario, ma a ogni colpo subito Black diventa sempre più potente; inoltre ogni volta che l'anello entra in contatto con Goku il varco dimensionale si allarga ed emana sempre più energia, riportando infine Black nel futuro, ma non prima che egli distrugga la macchina del tempo di Trunks. Dopo lo scontro Whis e Beerus spiegano che Black possiede l'anello del tempo dei Kaiohshin con il quale si può viaggiare nel futuro e tornare nel presente. Trunks chiede a Beerus di aiutarlo a tornare nella sua epoca, ma il dio nega e spiega che non si può andare contro il normale scorrere del tempo; Bulma, tuttavia, si ricorda di avere ancora la macchina del tempo che Cell utilizzò per tornare nel passato e che tramite gli appunti del futuro potrà ripararla. Nel futuro Mai mostra ancora segni di vita, mentre Black, appena arrivato, cade al suolo privo di forze, ma afferma di avere appreso lo stile di combattimento di Goku. |                   |                   |
| 51  | Trunks e Mai sentimenti attraverso il tempo 「時をこえた想い トランクスとマイ」 - Toki o koeta omoi: Torankusu to Mai | 10 luglio 2016    | 9 ottobre 2017    |
| 51  | Bulma e suo padre si mettono subito al lavoro per riparare la macchina del tempo, mentre Vegeta va ad allenarsi nella stanza a gravità aumentata. Il Trunks adulto intanto incontra la piccola Mai e le racconta di quanto diventerà importante per lui nel futuro, dove Black ha quasi spazzato via l'umanità da lui ritenuta il fallimento degli dei. Black ha piegato gli eserciti di tutte le popolazioni della Terra ma i pochi soldati che ancora cercano di combatterlo hanno formato un gruppo, la resistenza, capeggiato da Mai. Beerus e Whis affermano che il ki di Black aveva qualcosa di familiare. |                   |                   |
| 52  | Il maestro e l'allievo: Gohan e Trunks del futuro di nuovo insieme 「師弟再会 孫悟飯と”未来”トランクス」 - Shitei saikai: Son Gohan to "Mirai" Torankusu | 17 luglio 2016    | 10 ottobre 2017   |
| 52  | Mentre Bulma continua il lavoro alla macchina del tempo Trunks decide di andare a trovare Gohan, che nel futuro da cui proviene era stato il suo maestro, scoprendo però che in quest'epoca è molto cambiato rispetto a quello che si ricordava lui ai tempi di Cell. Gohan lo invita a casa sua e gli presenta anche Mr. Satan, Videl e la piccola Pan; non appena li saluta per tornare alla Capsule Corporation Trunks sorride tra sé e sé ringraziando Gohan e la sua famigliola, felice per avergli fatto capire i valori di pace e serenità per cui sta combattendo. |                   |                   |
| 53  | Alla ricerca dell'identità di Black 「ブラックの正体を暴け！ いざ第10宇宙の界王神界へ！」 - Burakku no shōtai o abake! Iza dai 10 uchū no kaiōshin kai e! | 31 luglio 2016    | 2 gennaio 2018    |
| 53  | Whis, Beerus e Goku si dirigono nel regno dei Kaiohshin del Decimo Universo per cercare conferme riguardo all'identità di Black. Qui incontrano Zamasu e Gowasu, rispettivamente discepolo e maestro. Gowasu è colui che custodisce gli anelli del tempo, simili a quello che indossava Black per viaggiare nel tempo, mentre Zamasu, che si allena per diventare Kaiohshin, mostra una natura avversa alle razze dotate di intelligenza, secondo lui inclini alla violenza. Goku e Zamasu combattono per mettersi alla prova e durante il duello sia Goku che Whis e Beerus percepiscono un'aura molto simile o addirittura uguale a quella di Black. Zamasu, sebbene sia uno dei più forti Kaiohshin, viene battuto dal Saiyan nello stato di Super Saiyan 2. Whis, Beerus e Goku decidono quindi di tornare nel Settimo Universo. |                   |                   |
| 54  | Il discendente dei Saiyan -La determinazione di Trunks- 「サイヤ人の血をひく者 トランクスの決意」 - Saiyajin no chi o hiku mono - Torankusu no ketsui | 7 agosto 2016     | 3 gennaio 2018    |
| 54  | Whis e Beerus concludono che Zamasu e Black sono due persone distinte, mentre Trunks, scoprendo la nuova forza di Goku e di suo padre, si rassegna a lasciare fare a loro: Vegeta, tuttavia, lo sprona a superarsi e a diventare più forte allenandosi con lui. Gowasu fa vedere gli anelli del tempo a Zamasu, uno grigio-argento e quattro verdi; gli anelli verdi permettono di viaggiare in un futuro alternativo che si viene a creare quando qualcuno viaggia indietro nel tempo cambiando gli eventi. Poi allievo e maestro usano gli anelli del tempo per vedere l'evoluzione dei Babarian del pianeta Babari, constatando che comunque sono rimasti un popolo primitivo. Zamasu si convince sempre più del fatto che finché ci sarà vita come quella nell'universo non ci sarà mai pace. Infine Zeno contatta Whis e Beerus dicendolo loro di volere parlare con Goku. |                   |                   |
| 55  | La convocazione di Zeno 「孫悟空に会いたいのね 全王様からのよびだし！」 - Son Gokū ni aitai no ne. Zen'ō-sama kara no yobidashi! | 21 agosto 2016    | 4 gennaio 2018    |
| 55  | Goku, Whis e il Kaiohshin dell'Est si dirigono al palazzo di Zeno, dove incontrano l'assistente del re degli universi, il Gran Sacerdote, una delle cinque entità più potenti del multiverso. Zeno sembra molto amichevole nei confronti di Goku e gli chiede di giocare insieme, ma quest'ultimo si rifiuta di farlo spiegando di essere impegnato; promette al dio di giocare in futuro e che porterà un amico. Tornati sul pianeta dei Kaiohshin, ma non prima che Zeno doni a Goku un pulsante speciale con cui chiamarlo, si scopre che Goku non aveva pensato a nessuno da portare. Allora i Kaiohshin si infuriano con Goku dicendo che se Zeno lo venisse a sapere distruggerebbe la Terra. Goku allora dice che ci penserà più avanti. Gowasu rimprovera Zamasu quando il discepolo uccide un Babarian che li stava per aggredire benché non fosse necessario. Goku ritorna sulla Terra e, visto che la macchina del tempo è pronta, parte con Vegeta e Trunks verso il futuro di quest'ultimo. |                   |                   |
| 56  | La nuova trasformazione 「再戦ゴクウブラック！ 超サイヤ人ロゼ登場！！」 - Saisen Gokū Burakku! Sūpā Saiya-jin Roze tōjō | 28 agosto 2016    | 5 gennaio 2018    |
| 56  | Goku, Vegeta e Trunks arrivano nel futuro e ritrovano Mai, che nel frattempo è sopravvissuta, assieme ai suoi soldati dell'esercito della Resistenza e ai civili sopravvissuti; tra i civili c'è anche un barbuto Yajirobei che si scopre essere sopravvissuto alla battaglia con i cyborg. Successivamente richiamano l'attenzione di Black e Vegeta, trasformato in Super Saiyan blu, si scontra per primo con il nemico, venendo però sopraffatto da quest'ultimo che si trasforma nel Super Saiyan Rosé trafiggendolo al petto con una lama d'aura e riducendolo in fin di vita. Goku allora si fa avanti contro Black trasformandosi nel Super Saiyan blu e consigliando a Trunks di aiutare il padre, ma viene fermato dall'apparizione di Zamasu, che sembra essere in combutta proprio con Black. |                   |                   |
| 57  | Zamasu, il signore dal corpo invulnerabile 「不死身の体を持つ神 ザマス降臨」 - Fujimi no karada o motsu kami. Zamasu kōrin | 4 settembre 2016  | 8 gennaio 2018    |
| 57  | Goku e Trunks iniziano la loro battaglia contro Black e Zamasu, ma i due nemici si rivelano troppo forti per loro: infatti Black proprio come Goku sa usare la Kamehameha e il Teletrasporto, mentre Zamasu si rivela immortale. Sembra che per loro non ci sia più alcuna speranza, finché interviene Vegeta che li distrae con un Final Flash e l'esercito della Resistenza che con alcuni fumogeni disorienta i due nemici, permettendo a Mai e Yajirobei di portare in salvo i tre Saiyan, mettendoli poi nella macchina del tempo di Trunks e rispedendoli nel presente. Intanto Zamasu del presente scopre dell'esistenza delle super sfere del drago e si dirige da Zuno per ottenere informazioni. |                   |                   |
| 58  | Zamasu e Black il mistero s'infittisce 「ザマスとブラック 深まる二人の謎！」 - Zamasu to Burakku. Fukamaru futari no nazo | 11 settembre 2016 | 9 gennaio 2018    |
| 58  | Zuno spiega a Zamasu che dopo il desiderio espresso da Beerus servirà un altro anno prima che le super sfere del drago recuperino il loro potere. Dopo essere tornati nel presente ed essere stati curati dai senzu Goku, Vegeta e Trunks del futuro vengono raggiunti alla Capsule Corporation da Beerus, Whis e Kaiohshin, i quali ragionano sulla possibile identità di Black e sulle intenzioni di Zamasu. Whis afferma che Zamasu nel futuro di Trunks si è avvalso dell'aiuto di un essere superiore: Goku capisce che si sta riferendo a Super Shenron, e che forse lo Zamasu del futuro ha espresso il desiderio di creare un servo con le stesse fattezze di Goku, ovvero Black, e che ha ucciso Gowasu nel suo futuro diventando di fatto il nuovo Kaiohshin del Decimo Universo per usare così l'anello del tempo, dato che solo le divinità possono adoperarlo. Il gruppo decide così di raggiungere il Decimo Universo in modo da fermare lo Zamasu del presente. |                   |                   |
| 59  | Cambiare il futuro! 「界王神ゴワスを守れ ザマスを破壊せよ！」 - Kaiōshin Gowasu o mamore. Zamasu o hakai seyo! | 25 settembre 2016 | 10 gennaio 2018   |
| 59  | Nel futuro di Trunks lo Zamasu del futuro, che ha usato le super sfere del drago dell'epoca per chiedere l'immortalità, domanda a Black per quale motivo non abbia espresso anche lui lo stesso desiderio; Black si limita a dire che preferisce fare diventare il suo corpo più potente. Intanto, nel presente, Goku e gli altri monitorano Zamasu per accertarsi che voglia davvero uccidere Gowasu, cosa che accade realmente; allora Whis con i suoi poteri torna indietro nel tempo e Beerus ferma Zamasu con la tecnica della Distruzione, con la quale lo fa dissolvere nel nulla. |                   |                   |
| 60  | La vera identità di Black 「再び未来へ 明かされるゴクウブラックの正体！！」 - Futatabi mirai e. Akasareru Gokū Burakku no shōtai | 2 ottobre 2016    | 11 gennaio 2018   |
| 60  | Dopo avere eliminato Zamasu Beerus rassicura Trunks dicendo che i suoi poteri superano lo spazio-tempo e che quindi nel suo mondo Zamasu ora non esiste più e tutto è tornato normale. Per accertarsi di ciò Trunks parte allora per il suo futuro assieme a Goku, Vegeta e Bulma. Lì però scoprono che nulla è cambiato: Zamasu è ancora vivo e Black è Zamasu stesso, il quale ha scambiato il suo corpo con quello di Goku con le super sfere del drago. |                   |                   |
| 61  | Il piano "annienta mortali" di Zamasu 「ザマスの野望 語られる恐怖の『人間0計画』」 - Zamasu no yabō. Katarareru kyōfu no “Ningen 0 keikaku” | 9 ottobre 2016    | 12 gennaio 2018   |
| 61  | Black rivela di essere lo Zamasu di una linea temporale alternativa che ha ucciso Gowasu diventando Kaiohshin, dopo avere preso il suo orecchino Potara; infine, dopo avere chiesto a Super Shenron di scambiare il suo corpo con quello del Goku della sua linea temporale e avere viaggiato nel futuro di Trunks con l'anello del tempo grigio-argento, ha ucciso anche il Gowasu di quel futuro. Ha poi dato allo Zamasu di questa linea temporale l'altro orecchino Potara di Gowasu, facendo anche di lui un Kaiohshin, diventando suo alleato e realizzando il suo piano di sterminio dell'umanità. Black e Zamasu hanno distrutto le super sfere del drago di questo futuro e tutte le divinità dei dodici universi; inoltre Black racconta di come, nella sua linea temporale, ha ucciso Goten e Chichi dopo avere preso il corpo di Goku uccidendo pure lui. Tale notizia fa infuriare Goku, che si getta nella mischia per combattere Black e Zamasu del futuro, ma senza successo. Vegeta e Trunks decidono allora di intervenire, ma vengono fermati dai due nemici che accusano il giovane Trunks di essere un peccatore: essi rivelano infatti che, ogni qual volta Trunks è tornato nel passato per modificarlo, si è creata a sua volta una nuova linea temporale, e che i viaggi nel tempo sono esclusivi per le divinità, non per gli esseri umani.                           |                   |                   |
| 62  | In difesa del mondo 「世界はオレが守る！トランクス怒りの超パワー炸裂！！」 - Sekai wa ore ga mamoru! Torankusu ikari no sūpā pawā sakuretsu!! | 16 ottobre 2016   | 15 gennaio 2018   |
| 62  | Trunks scatena la sua forza contro Black e Zamasu, tenendoli impegnati e suggerendo nel frattempo a Vegeta di portare con sé Goku e Bulma nel passato con la macchina del tempo in modo tale da cercare un modo per sconfiggere i nemici. Dopo essere tornati nel passato e parlando della situazione con tutti Piccolo suggerisce di utilizzare in battaglia la Mafuuba, una tecnica utilizzata in passato dal Maestro Muten per sigillare il Grande Mago Piccolo. Goku si reca così da Muten per imparare la tecnica, mentre Vegeta va ad allenarsi nella stanza dello spirito e del tempo. Nel frattempo Beerus, incolpato da Bulma poiché nonostante il suo intervento il futuro di Trunks non era cambiato, si reca da Gowasu prendendo in considerazione l'idea di andare nel futuro. |                   |                   |
| 63  | Zamasu e Black contro Goku e Vegeta 「サイヤ人の細胞を汚すな！ベジータの壮絶バトル開演！！」 - Saiya-jin no saibō o kegasu na! Bejīta no sōzetsu batoru kaien!! | 23 ottobre 2016   | 16 gennaio 2018   |
| 63  | Trunks tiene testa ai due nemici fino al ritorno di Vegeta, Goku e Bulma con la macchina del tempo. Black, per impedire loro di tornare nella loro epoca, lancia un colpo energetico verso la macchina del tempo danneggiandola. Riescono ad arrivare sul luogo della battaglia anche il Kaiohshin dell'Est e Gowasu mediante gli anelli del tempo. Gowasu prova inutilmente a fare comprendere al suo ex allievo i suoi sbagli. Goku tra l'altro si chiede che fine abbia fatto il Whis di questa linea temporale, escludendo che Zamasu sia riuscito a uccidere pure lui, dato che era persino più forte di Beerus. Kaiohshin spiega ai due Saiyan che Whis e quelli come lui che servono gli Dei della distruzione sono Angeli: il loro compito è solo quello di assistere gli Dei della distruzione. Quando essi muoiono gli angeli rimangono inattivi fino a quando non viene eletto un nuovo Dio della distruzione. Lo scontro comincia; Goku e Vegeta riescono a sopraffare sia Zamasu che Black. |                   |                   |
| 64  | Zamasu e Black si fondono 「崇めよ！讃えよ！合体ザマス爆誕！！」 - Agameyo! Tataeyo! Gattai Zamasu bakutan!! | 30 ottobre 2016   | 17 gennaio 2018   |
| 64  | Trunks riesce a imprigionare Zamasu con la Mafuba, ma il nemico si libera in quanto Goku ha dimenticato di portare con sé l'amuleto per mantenere il sigillo. Black, avvertita l'aura di Zamasu scomparire e riapparire indebolita, si teletrasporta sul luogo. Lì Goku e Vegeta raggiungono i nemici con il teletrasporto. Zamasu comprende di avere sottovalutato gli umani e, con i Potara, si fonde con Black, creando un essere perfetto, potente, senza limiti e immortale. |                   |                   |
| 65  | Il sommo potere del Supremo: è giunta la fine? 「最後の審判か！？絶対神の究極の力」 - Saigo no shinpan ka!? Zettai shin no kyūkyoku no pawā! | 6 novembre 2016   | 18 gennaio 2018   |
| 65  | La fusione di Zamasu è ormai completa. Goku e Vegeta tentano invano di resistergli, ma l'incredibile forza di Black e l'immortalità di Zamasu hanno la meglio. Trunks nel frattempo mette in salvo Bulma, Mai e la popolazione rimasta, per poi fiondarsi nel bel mezzo del combattimento per aiutare i due Saiyan ormai feriti ed esausti. Vegeta e Trunks usano il Galick Cannon, ma non sortisce nessun effetto contro l'avversario, il quale si prepara a scagliare un potente attacco energetico che Goku però contrasta con la sua Kamahameha. |                   |                   |
| 66  | La sfida finale 「決戦！あきらめない戦士たちの奇跡の力」 - Kessen! Akiramenai senshi-tachi no kiseki no pawā! | 13 novembre 2016  | 19 gennaio 2018   |
| 66  | Goku ricorre al Kaiohken, ma il dio gli resiste e lo scaglia sul terreno, iniziando subito dopo ad assumere una forma mostruosa per lo sbilanciamento tra il corpo mortale di Black e quello immortale di Zamasu. Goku suggerisce a Vegeta di tentare la fusione con i Potara, dando vita a Vegeth, che in forma Super Saiyan blu si dimostra superiore a Zamasu. Purtroppo però Goku e Vegeta, avendo usato tutta la potenza a disposizione, hanno causato lo scioglimento della fusione prima di potere infliggere il colpo di grazia al dio. Trunks allora, con uno ultimo sforzo di orgoglio, assorbe tutta l'energia dell'ambiente circostante e dei viventi sopravvissuti e la infonde nella spada riuscendo, con un fendente, a tagliare in due Zamasu e a sconfiggerlo. |                   |                   |
| 67  | Una nuova speranza 「新たなHOPE!!を胸に さらばトランクス」 - Aratana KIBŌ!! O mune ni saraba Torankusu | 20 novembre 2016  | 22 gennaio 2018   |
| 67  | A seguito dell'eliminazione di Zamasu nel futuro di Trunks e nel presente si apre uno squarcio dimensionale da cui appare la forma spirituale di Zamasu. Goku, Vegeta e Trunks non riescono a distruggere l'entità che nel frattempo ha eliminato tutti i terrestri rimasti nel futuro di Trunks eccetto Mai, Bulma, Gowasu e Kaiohshin. Goku decide quindi di chiamare il sommo Zeno tramite il pulsante magico donatogli dal dio. La versione del futuro di Zeno però non conosce Goku e fraintende la sua richiesta di eliminare Zamasu distruggendo invece il multiverso di quel futuro. Goku riesce comunque a mettere in salvo i suoi amici e Zeno con la macchina del tempo, mentre i Kaiohshin usano gli anelli. Nel presente i due Zeno stringono amicizia, mentre Whis rivela che esiste la possibilità di tornare a prima della distruzione del futuro e di fermare Zamasu grazie all'aiuto del Beerus di quell'epoca, ma così facendo Trunks e Mai potrebbero incontrare un'altra coppia di sé stessi. I due accettano la soluzione e salgono sulla macchina del tempo per tornare alla loro epoca. |                   |                   |
| 68  | Troppi desideri per un solo drago 「いでよ神龍！ 叶える願いは誰のもの！？」 - Ideyo Shenron! Kanaeru negai wa dare no mono!? | 27 novembre 2016  | 23 gennaio 2018   |
| 68  | Goku decide di raccogliere le sfere del drago per riportare in vita il re Kaioh, ma la missione si rivela difficile vista l'improvvisa voglia di esprimere un desiderio da parte dei suoi amici: Bulma vuole ottenere un minerale particolare per utilizzare la macchina del tempo, C-18 vuole sapere quale regalo fare a Crilin, il maestro Muten vuole la compagnia di giovani donne, Olong vuole nuovamente mutandine da donna, Pilaf la conquista del mondo, e infine Goten e Trunks vogliono semplicemente esprimere un desiderio. Nel mezzo si mette anche Gohan che usa uno dei desideri per fare guarire la piccola Pan da una febbre ostinata. Bulma riesce a esaudire con le sue forze i desideri degli altri e acconsente a che Goku possa esprimere il suo desiderio a condizione che poi lui la aiuti a recuperare il minerale che cerca dal centro della Terra. Beerus comprende i piani della scienziata e distrugge il minerale e la macchina del tempo per impedirle di compiere ancora viaggi temporali. Goku a questo punto non fa in tempo a resuscitare il re Kaioh prima che il tempo d'evocazione del drago si sia esaurito. |                   |                   |
| 69  | Si salvi chi può! Torna quella birba di Arale! 「悟空VSアラレ！ハチャメチャバトルで地球が終わる！？」 - Gokū VS Arare! Hachamechabatoru de Chikyū ga owaru!? | 4 dicembre 2016   | 27 gennaio 2018   |
| 69  | Sulla Terra si tiene una conferenza per premiare lo scienziato che ha portato l'invenzione migliore di quell'anno. A vincere il premio con una macchina che crea qualsiasi cosa desiderata è il dottor Senbei Norimaki. Mentre viene premiato arriva il suo acerrimo nemico, il dottor Mashirito, il quale torna dall'aldilà con una pozione che fa aumentare di moltissime volte la voglia di giocare a un bambino, per rovinare la conferenza alla quale non era stato invitato. Questa pozione viene data ad Arale, che inizia a combinare disastri; sia Vegeta che Goku cercano inutilmente di fermarla, scoprendo che Arale non può essere sconfitta se non uccidendo il dottor Mashirito, ma essendo un fantasma ciò risulterà impossibile. Bulma cerca quindi di convincere Beerus a intervenire, attirandolo con le immagini e l'odore dei cibi prodotti dall'invenzione di Senbei. Beerus si precipita sulla Terra e, dopo avere mangiato, distrugge infine il dottor Mashirito, rendendo Arale nuovamente innocua. |                   |                   |
| 70  | La sfida di Champa 「シャンパからの挑戦状！今度は野球で勝負だ！！」 - Shanpa kara no chōsen-jō! Kondo wa yakyū de shōbuda!! | 11 dicembre 2016  | 27 gennaio 2018   |
| 70  | Champa sfida Beerus a una partita amichevole di baseball con l'intento velato di rubare il cibo del Settimo Universo. Le squadre vengono formate da Beerus e Champa con Whis e Vados nel ruolo di arbitri: Beerus può contare su Goku, Gohan, Trunks, Piccolo, Crilin e Yamcha, mentre Champa ha dalla sua parte Cabba, Magetta, Botamo, Vegeta, Goten e lo stesso Champa. Vados infatti con un trucco riesce a farlo partecipare alla partita, dicendogli che dopo avere fatto molta attività fisica il cibo avrebbe avuto un sapore migliore. Poiché però solo Yamcha conosce bene le regole del baseball, la partita si trasforma presto in uno scontro a tutto campo. Vados infine decreta vincitori i guerrieri del Settimo Universo per walk-off grazie a Yamcha che, svenuto per un colpo ricevuto da Champa, non aveva abbandonato la casa base. Dopo avere lasciato la Terra Champa inizia ad allenarsi insieme ai suoi compagni per prendersi la rivincita contro Beerus. |                   |                   |
| 71  | La sconfitta di Goku! 「悟空死す！絶対執行の暗殺依頼」 - Gokū shisu! Zettai shikkō no ansatsu ninrai | 18 dicembre 2016  | 3 febbraio 2018   |
| 71  | Goku è inquieto da quando si è reso conto che qualcuno sta cercando di ucciderlo: Hit infatti ha ricevuto l'incarico di assassinare il Saiyan e si reca sulla Terra per eseguire la missione. Hit riesce a sorprendere alle spalle Goku, il quale ha difficoltà a localizzare l'aura del nemico. Sebbene Goku si trasformi nel Super Saiyan blu il guerriero non riesce a colpire neanche una volta Hit, che è molto migliorato dal loro scontro precedente. Goku prova a lanciargli una sfera di energia, ma prima di poterlo fare Hit lo trafigge con un colpo al cuore, il Saiyan cade al suolo lanciando verso il cielo la sfera di energia che voleva scagliare contro Hit. Quando giungono Piccolo, Gohan e Goten, insospettiti dallo strano comportamento del loro compagno, i tre piangono la dipartita del loro amico. |                   |                   |
| 72  | L'arte invisibile di Hit 「反撃なるか！？見えない殺しの技！！」 - Hangeki naruka!? Mienai koroshi no waza!! | 25 dicembre 2016  | 3 febbraio 2018   |
| 72  | Goku si riprende grazie alla sfera di energia che lui stesso aveva lanciato verso il cielo prima di essere atterrato, che cade su di lui rianimandolo. Hit accetta la sfida di Goku di attaccarlo nuovamente, sfruttando la difficoltà di Goku nell'individuarlo per sferrare il suo colpo micidiale, ma all'ultimo secondo viene schivato. Goku tuttavia comprende di non essere in grado di colpire l'avversario, poiché egli si sposta ricorrendo a salti temporali. L'incontro viene osservato da Champa e Vados, che notano come Hit utilizzi il tempo che ha saltato per creare uno spazio fittizio in cui l'assassino può spostarsi ed essere visto ma non può essere colpito. Goku sfrutta infine la sua energia per distruggere il mondo parallelo di Hit e poi finirlo con una Kamehameha. Alla fine dell'incontro si scopre che a commissionare l'uccisione a Hit è stato proprio Goku, che intendeva così scoprire le vere capacità dell'alieno. |                   |                   |
| 73  | Ciak, si gira! 「悟飯の災難！グレートサイヤマンまさかの映画化！？」 - Gohan no sainan! Gurētosaiyaman masakano eiga ka!? | 8 gennaio 2017    | 10 febbraio 2018  |
| 73  | Gohan deve recitare nel ruolo di Great Saiyaman per il nuovo film sull'omonimo personaggio; contemporaneamente deve cercare di mantenere il segreto sulla sua vera identità, che viene però scoperta da una delle ragazze sul set. Intanto Jaco è sulle tracce di un pericoloso alieno parassita in grado di possedere le persone e moltiplicarne la forza. Gohan si scontra con la creatura nel tentativo di fermare una rapina in banca e l'alieno fugge subito dopo. La sera Gohan accompagna a casa una delle attrici e Jaco lo ferma puntandogli addosso un'arma dicendo di averlo riconosciuto come la creatura che stava inseguendo. |                   |                   |
| 74  | L'indomito Great Saiyaman 「愛するもののために！不屈のグレートサイヤマン！！」 - Aisuru mono no tame ni! Fukutsu no Gurēto Saiyaman!! | 15 gennaio 2017   | 10 febbraio 2018  |
| 74  | Jaco mette al corrente Gohan del parassita che sta cercando. Quella stessa sera, mentre il Saiyan e l'attrice sono intenti a provare le parti per il film, la ragazza lo bacia mentre il suo complice, l'attore Barry Kahn, invidioso di Gohan, scatta loro alcune foto. Per sabotare Gohan, Barry mostra quindi le foto a Videl, ma viene allontanato in malo modo. Il parassita Watagash, che si trova nei paraggi, prende possesso di un infuriato Barry e, dopo avere tramortito Gohan e rapito Pan, lascia un messaggio al Saiyan per indicargli il luogo dove si sarebbero affrontati. Gohan si reca all'appuntamento e inizia ad affrontare la creatura, che nel frattempo diventa un gigante. Dopo avere subito pesanti colpi Gohan risveglia in sé la voglia di proteggere la sua famiglia e si trasforma in Super Saiyan, per poi sconfiggere il nemico con una Kamehameha. Dopo lo scontro Jaco arresta Watagash, il film viene completato e Barry Kahn viene messo a tacere. Nello spazio Jaco sta pranzando e non si accorge che Watagash si sta liberando dalla sua prigionia ancora una volta. |                   |                   |
| 75  | Goku e Crili tornano ad allenarsi insieme 「悟空とクリリン 懐かしの修行の場へ」 - Goku to Kuririn Natsukashi no shugyō no ba e | 22 gennaio 2017   | 17 febbraio 2018  |
| 75  | Goku si annoia ad allenarsi da solo, così Chichi chiede a Gohan di fargli da avversario in quanto Whis, Piccolo e Vegeta sono occupati. Gohan, nelle vesti di Great Saiyaman, inizia a combattere contro suo padre, ma i due si lasciano trasportare troppo e distruggono i campi appena arati da Goku facendo infuriare la moglie. Goten suggerisce allora al padre di allenarsi con Crilin, e i due si recano dal Maestro Muten come ai vecchi tempi. Il maestro inizia l'allenamento mettendo severe limitazioni a Goku, il quale si dimostra comunque superiore all'amico. Il giorno dopo Muten manda i due a raccogliere alcune erbe speciali su un'isola e al primo che gliele avrebbe portate avrebbe insegnato una tecnica segreta per aumentare l'aura all'istante. Dopo essersi addentrati in una grotta i due vedono comparire di fronte numerosi nemici affrontati in passato; Crilin si spaventa terribilmente nel vedere anche Tamburello, che in passato lo uccise per la prima volta. |                   |                   |
| 76  | Crili sconfigge la paura e ritrova lo spirito combattivo! 「恐敵を打ち破れ！クリリンの闘志ふたたび！」 - Kyōteki o uchiyabure! Kuririn no tōshi futatabi! | 29 gennaio 2017   | 17 febbraio 2018  |
| 76  | Crilin, impaurito dalle apparizioni, fugge lasciando Goku da solo; il Saiyan capisce che esse crescono e diventano più forti a causa della sua aura, quindi dopo averla azzerata riesce a farle sparire. Goku si mette alla ricerca dell'amico, ma viene intrappolato da una copia del Super Shenron invocato da Baba e solo Crilin può salvarlo. Il guerriero ancora una volta affronta le sue paure e libera Goku, che si trasforma in Super Saiyan blu; i due sconfiggono infine il drago con una doppia Kamehameha e da esso nascono molte erbe del paradiso, le stesse che il maestro Muten stava cercando. Prese le piante i due tornano alla Kame House, dove scoprono che il maestro non ha nessuna tecnica da insegnare loro e che lo scopo della gara era solo di fare rilassare la mente ai due allievi. Il giorno dopo Crilin si fa rasare la testa e torna a essere un combattente e Goku va a trovarlo per allenarsi insieme. |                   |                   |
| 77  | Facciamo il torneo di arti marziali di tutti gli universi! Coraggio, Zeno! 「やろうぜ全王様！宇宙一武道会！！」 - Yarō ze Zen'ō! Uchūichi Budōkai!! | 5 febbraio 2017   | 23 febbraio 2019  |
| 77  | Dopo essere stato assalito da alcuni malviventi Goku si rende conto che deve tornare ad allenarsi. Compra quindi alcuni daifuku da donare a Whis per convincerlo a fargli da maestro. Sul pianeta della divinità Goku si ricorda però del torneo che Zeno voleva organizzare e così si reca da lui tramite il pulsante magico. Nel frattempo lo Zeno del presente e quello del futuro giocano con i pianeti dell'universo, distruggendone alcuni sbadatamente. Goku rammenta a quello del presente del torneo e scopre che se ne era dimenticato, ma che lo organizzerà subito. Goku si reca insieme a Beerus e a Whis sul pianeta dei Kaiohshin per discutere della faccenda. Qui li raggiunge il Gran Sacerdote che, dopo avere fornito luogo e data del Torneo del Potere, avverte che i concorrenti di ogni universo dovranno essere dieci. |                   |                   |
| 78  | Come reagiranno i Signori degli universi? Il Torneo del Potere: quando perdere significa essere distrutti. 「全宇宙の神様もドン引き！？負けたら消滅「力の大会」」 - Zen-Uchū no Kami-sama mo Don Hiki!? Maketara Shōmetsu “Chikara no Taikai” | 12 febbraio 2017  | 23 febbraio 2019  |
| 78  | Il Gran Sacerdote riferisce a Goku e agli altri che le super sfere del drago saranno riunite nel Mondo del Vuoto, luogo dove si disputeranno gli incontri, tuttavia i vincitori del Torneo del Potere non avranno nessun premio e gli universi perdenti verranno cancellati da Zeno. Egli riferisce inoltre che Zeno del futuro vorrebbe assistere a un incontro preliminare tra il Settimo e il Nono Universo, poiché non ha assistito al torneo fra il Sesto e il Settimo. Goku recluta Gohan e Majin Bu e i tre si recano all'arena, dove sono riuniti tutti gli Dei della distruzione e i corrispettivi Angeli e Kaioshin. Poco dopo inizia il primo incontro contro i tre fratelli del Trio Dangers; i primi combattenti sono Majin Bu e Basil, un esperto tiracalci. |                   |                   |
| 79  | Basil, il campione di calci del Nono Universo, vs Majin Bu del Settimo Universo! 「第9宇宙蹴りのバジルVS第7宇宙魔人ブウ！！」 - Dai kyū uchū keri no Bajiru bāsasu dai nana uchū Majin Bū!! | 19 febbraio 2017  | 24 febbraio 2019  |
| 79  | Basil continua a colpire Bu con i suoi poderosi calci, ma l'essere rosa non prova dolore; al contrario si sta divertendo e incita il combattente a continuare a giocare con lui. Majin Bu inizia a fare sul serio solo quando Basil, durante una dimostrazione del suo potere, ferisce Mr. Satan con una sfera energetica. Bu attacca Basil, ma il Kaioshin del Nono Universo, Rou, fornisce al suo combattente uno strano alimento che lo fa mutare rendendolo più muscoloso, potente e veloce. Nonostante questo Majin Bu riesce a difendersi facilmente, per poi sconfiggerlo con una potente onda di energia davanti agli occhi compiaciuti di Zeno. Dopo avere ripristinato l'arena il Gran Sacerdote fa scendere in campo Gohan e Lavender per il secondo round. |                   |                   |
| 80  | Risveglia il tuo spirito di combattente! L’incontro di Gohan! 「眠った闘志を呼び覚ませ！孫悟飯の闘い！！」 - Nemutta tōshi o yobisamase! Son Gohan no Tatakai!! | 26 febbraio 2017  | 2 marzo 2019      |
| 80  | Lavender acceca Gohan con un veleno sputato dalla bocca e lo costringe a combattere facendo affidamento esclusivamente sull'udito per percepire il nemico. Gohan tiene testa all'avversario, ma il veleno che è in circolo nel proprio corpo lo indebolisce sempre di più; i due avversari finiscono quindi per colpirsi a vicenda e mettersi fuori gioco in contemporanea. Il Gran Sacerdote dichiara che lo scontro è finito in un pareggio e Goku cura il figlio con un senzu. Prima dell'ultimo incontro i due Zeno si dichiarano impressionati e il Gran Sacerdote spiega che l'imminente torneo servirà per individuare il quinto universo che — insieme al Primo, Quinto, Ottavo e Dodicesimo, esenti dalla cancellazione in quanto il livello combattivo medio dei loro abitanti è il più alto del multiverso — si salverà dalla distruzione. Scendono quindi in campo gli ultimi due combattenti: Goku e Bergamo. |                   |                   |
| 81  | Bergamo, il distruttore, contro Goku! Chi dimostrerà di essere il più forte? 「潰しのベルガモVS孫悟空！青天井の強さはどっちだ！？」 - Tsubushi no Berugamo bāsasu Son Gokū! Aotenjō no tsuyosa wa docchi da!? | 5 marzo 2017      | 2 marzo 2019      |
| 81  | Bergamo affronta Goku rivelando il suo potere: egli può assorbire l'energia dei colpi di Goku per farla propria e diventare più grande e potente, arrivando a trasformarsi in un gigante. Goku, trasformato in Super Saiyan blu nello stato di Kaioken, gli sferra una potente Super Kamehameha e sconfigge il nemico, che torna nelle sue dimensioni normali. Il Gran Sacerdote dichiara quindi Goku e il Settimo Universo vincitori e Zeno rimane soddisfatto degli incontri. Il Gran Sacerdote detta le regole del Torneo del Potere: per vincere un incontro bisogna lanciare il nemico fuori dal ring, sarà vietato usare armi o uccidere gli altri combattenti, le tecniche levitatorie saranno rese impossibili e inoltre il tempo degli incontri sarà di 48 minuti. Goku poi fa arrabbiare gli Dei chiedendo loro di riunire i combattenti più forti, perché lui li avrebbe battuti tutti. Subito dopo Toppo dell'Undicesimo Universo, il leader dei Pride Troopers, scende in campo per sfidare Goku. |                   |                   |
| 82  | Goku la deve pagare! Scende in campo Toppo, il guerriero della giustizia! 「孫悟空許すまじ！正義の戦士トッポ乱入！！」 - Son Gokū yurusumaji! Seigi no senshi Toppo ran'nyū!! | 19 marzo 2017     | 3 marzo 2019      |
| 82  | La sfida tra Goku e Toppo comincia: dopo i primi minuti, in cui viene sopraffatto, il Saiyan riesce a tenere testa all'avversario trasformandosi in Super Saiyan blu. Anche Toppo libera la sua massima potenza, ma i due vengono interrotti dal Gran Sacerdote che dice loro di riservare questo spettacolo per il torneo, anche per evitare che uno dei due contendenti finisca per morire. Toppo si congeda da Goku rivelando che nell'Undicesimo Universo c'è qualcuno di più forte di lui: Jiren. Il Gran Sacerdote comunica a tutte le divinità che sta costruendo il campo di battaglia e che ci vorranno quaranta ore per finirlo e per iniziare il torneo. Tale notizia mette in ansia i partecipanti visto il poco tempo rimasto, venendo poi congedati alla ricerca dei dieci guerrieri per ogni universo. |                   |                   |
| 83  | La squadra del Settimo Universo! Chi sono i dieci combattenti più forti?! 「第7宇宙代表チームを結成せよ！最強の10人は誰だ！？」 - Dai nana uchū daihyō chīmu o kessei seyo! Saikyō no jū-nin wa dareda!? | 26 marzo 2017     | 9 marzo 2019      |
| 83  | Goku e gli altri tornano sulla Terra alla Capsule Corporation, dove ferve l'attesa per la nascita del secondo figlio di Bulma. Nel frattempo Goku e Gohan pensano alla scelta degli altri sette guerrieri del proprio universo che parteciperanno al Torneo del Potere. Goku propone Crilin; Mr. Satan suggerisce che anche C-18 sarebbe una valida scelta, mentre Gohan menziona Muten e C-17. Goku prova a includere pure Vegeta nella squadra, ma lui rinuncia perché non può lasciare Bulma che a breve dovrà partorire. A fronte di ciò interviene Whis, che fa nascere un po' prima la piccola Bra con i suoi poteri, con felicità da parte di tutti. Goku parte per andare da Crilin in modo tale da invitare sia lui che C-18 al torneo e chiedere notizie riguardo a C-17. |                   |                   |
| 84  | Goku ingaggia nuovi combattenti: Crili e C-18 「スカウトマン孫悟空 クリリンと18号を誘う」 - Sukautoman Son Gokū Kuririn to Jūhachigō o sasou | 2 aprile 2017     | 9 marzo 2019      |
| 84  | Goku e Gohan convincono Crilin e C-18 a partecipare al Torneo del Potere. Gohan tuttavia vuole mettere alla prova Crilin e lo sfida a un test match, che vede vittorioso il terrestre grazie a una nuova versione del Taiyoken, il Taiyoken x100, che acceca Gohan permettendo a Crilin di scagliarlo fuori dal ring. Anche Goku vuole testare la forza dell'amico e lo sfida a sua volta. Con l'intrusione di C-18 l'incontro si trasforma ben presto in una battle royale, da cui emergono vincitori Crilin e C-18 in quanto Goku interrompe la battaglia. Prima di andarsene Goku apprende da C-18 che C-17 lavora in una riserva come guardiacaccia. |                   |                   |
| 85  | Fermento negli universi: motivazioni diverse per un solo obiettivo. 「動き出す宇宙 それぞれの思惑」 - Ugokidasu uchū - sorezore no omowaku | 9 aprile 2017     | 10 marzo 2019     |
| 85  | Mancano 37 ore all'inizio del torneo e sia i Kaiohshin che gli Dei della distruzione dei dodici universi indicono delle riunioni nella speranza di evitare il Torneo del Potere e la distruzione dei loro universi. Tuttavia non si trovano soluzioni alternative e tutti provvedono a reclutare i combattenti. Champa raduna i suoi guerrieri sul pianeta dal Kaiohshin del Sesto Universo, Fuwa, mentre i combattenti dell'Undicesimo Universo si apprestano a riunire la squadra per il torneo e a reclutare Jiren. Sulla Terra del Settimo Universo Gohan si reca da Piccolo per allenarsi e invitarlo nella squadra, mentre Goku ha un breve incontro con Majin Bu, il quale è impaziente di combattere e si è allenato senza sosta con Mr. Satan, perdendo peso e diventando più veloce e potente. Mr. Satan propone di usare le regole del Torneo del Potere e Majin Bu con una geniale tecnica vince la battaglia scaraventando Goku a terra. Il Saiyan richiede poi l'aiuto di Dende per trovare C-17. |                   |                   |
| 86  | Finalmente il loro primo incontro! L'androide C-17 contro Goku! 「初めて交わる拳！人造人間17号VS孫悟空！！」 - Hajimete majiwaru Kobushi! Jinzō ningen Jūnanagō bāsasu Son Gokū!! | 16 aprile 2017    | 16 marzo 2019     |
| 86  | Giunti sopra l'isola della riserva naturale, la Monster Island, Goku localizza C-17 nei pressi di una zona montuosa intento a scacciare alcuni bracconieri e si unisce a lui per mandare via i cacciatori. I due si presentano per la prima volta e Goku, venuto a sapere da Dende che il cyborg si è allenato, decide di sfidarlo ed egli accetta poiché non ha mai potuto testare la forza del Saiyan. Goku diventa prima Super Saiyan e poi Super Saiyan blu; C-17 sembra essergli di pari potenza, ma dopo qualche scambio di colpi ferma lo scontro per il bene della riserva e i due cenano insieme. Goku gli parla quindi del torneo, ma il cyborg se ne infischia e rifiuta di unirsi al Saiyan. Nel frattempo, a casa di Bulma, Beerus passa le sue giornate a mangiare e dormire, conscio che tanto potrebbe essere eliminato, mentre nello spazio alcuni alieni si stanno dirigendo sulla Terra per catturare gli animali della riserva. |                   |                   |
| 87  | Alla caccia dei bracconieri! Goku e C-17 uniscono le forze! 「密猟団を狩れ！悟空と17号の共闘！！」 - Mitsuryō-dan o kare! Gokū to Jūnanagō Kyōtō!! | 23 aprile 2017    | 16 marzo 2019     |
| 87  | Goku parla con C-17 delle super sfere del drago, quando all'improvviso fanno la loro comparsa i bracconieri spaziali, che catturano ogni animale della riserva. Goku e C-17 si intrufolano allora sull'astronave e combattono contro i soldati alieni. Il boss tuttavia minaccia di farsi esplodere insieme alla navicella, così Goku lo teletrasporta sul pianeta del re Kaioh; sarà Dende a svelare che l'alieno mentiva sulla bomba, così Goku riporta tutti sulla terra e Jaco, arrivato poco dopo, arresta i bracconieri spaziali. Il cyborg ripensa poi alle super sfere del drago e decide di unirsi al team di Goku con la promessa che se vinceranno esprimerà il desiderio di avere un incrociatore per viaggiare con la sua famiglia. |                   |                   |
| 88  | Junior e Gohan: maestro e allievo in un duro allenamento! 「悟飯とピッコロ 師弟激突の限界修業！」 - Gohan to Pikkoro Shitei gekitotsu no Genkai shugyō! | 30 aprile 2017    | 17 marzo 2019     |
| 88  | Gohan e Piccolo continuano ad allenarsi insieme e il namecciano mostra al giovane tutti i suoi punti deboli, in particolare il fatto che si distrae troppo facilmente. Piccolo si offre di aumentare ancora la forza di Gohan e quest'ultimo propone di studiare una strategia congiunta e un attacco combinato. Altrove Crilin e C-18 si allenano insieme e il cyborg si dimostra superiore al marito; invece, a casa di Bulma, Beerus è preoccupato per la troppa sicurezza di Vegeta e Bulma e valuta se rivelare o meno il vero scopo del torneo, ma dopo che Whis gli fa notare la probabile reazione di Bulma ci ripensa. A casa sua Yamcha spera ancora che Goku lo recluti nella sua squadra di dieci combattenti. Nel Sesto Universo Cabba è stato incaricato da Champa di trovare altri combattenti inclusi alcuni Saiyan, quindi si reca sul pianeta Sadala per reclutare Renso, il suo ex capitano, ma quest'ultimo a causa di un infortunio alla gamba non può unirsi al giovane. Egli però gli propone di chiedere a sua sorella Caulifla, che è molto più potente di lui. |                   |                   |
| 89  | Arriva una bellezza misteriosa! Che succede nella palestra di Tensing? 「現れた謎の美女！天津流道場の怪！？」 - Arawareta nazo no bijo! Tenshin-ryū Dōjō no kai!? | 7 maggio 2017     | 30 marzo 2019     |
| 89  | Quando Goku si reca dal Maestro Muten Olong gli riferisce che quest'ultimo si trova nel dojo che ha aperto Tenshinhan. Goku invita Tenshinhan nella sua squadra, ma egli si rifiuta di lasciare il dojo e i suoi allievi. La nuova discepola Yurin sfugge alle avance del Maestro Muten e, usando una strana magia, ipnotizza i monaci del dojo e ordina loro di distruggere il villaggio. Goku, Tenshinhan e Muten si recano sul posto, ma, distratto dalle mutande della ragazza, anche Muten viene ipnotizzato e costretto ad affrontare i suoi compagni. Yurin viene infine riconosciuta da Tenshinhan: è una sua vecchia compagna della scuola della gru che ha sempre voluto sfidarlo, ma che egli ignorava ogni volta. Dopo essersi scusata Yurin accetta di entrare nella scuola del suo vecchio compagno con la promessa di poterlo sfidare in qualsiasi momento. In seguito sia Tenshinhan che Muten entrano a fare parte della squadra di Goku. Mancano poche ore all'inizio del torneo e la squadra del Settimo Universo è completa: Goku, Vegeta, Gohan, Muten, Tenshinhan, Piccolo, Crilin, Majin Bu, C-17 e C-18. Intanto Cabba è riuscito a reclutare Caulifla dopo averle mostrato il Super Saiyan e averle promesso di insegnarle a trasformarvisi. |                   |                   |
| 90  | Mai perdere di vista l'ostacolo da superare! Goku contro Gohan 「超えるべき壁を見据えて！悟空VS悟飯」 - Koerubeki kabe o misuete! Gokū bāsasu Gohan | 14 maggio 2017    | 30 marzo 2019     |
| 90  | Gohan decide di affrontare i suoi compagni di squadra, perciò si reca insieme a Piccolo da Goku e Tenshinhan per proporre un match due contro due usando le regole del torneo del potere. Le combinazioni di Gohan e Piccolo mettono in difficoltà Goku e Tenshinhan e quest'ultimo viene subito sconfitto. Gohan sfida quindi il padre in un uno contro uno al massimo delle loro capacità, da cui Goku emerge vittorioso. Alla fine dello scontro Goku nomina suo figlio leader del team del Settimo Universo. Nel decimo, invece, Gowasu non ha ancora trovato i dieci guerrieri per la sua squadra per paura di ritrovarsi elementi simili a Zamasu, ma in suo aiuto intervengono Rumsshi e Cus, rispettivamente il Dio della distruzione del suo universo e il suo Angelo. I due hanno chiesto a un guerriero di nome Rumsshi di procurare loro i dieci guerrieri ed egli presenta loro la sua squadra. |                   |                   |
| 91  | Quale universo sopravviverà? I combattenti più forti stanno per incontrarsi! 「勝ち残るのはどの宇宙だ！？続々と集う最強の戦士たち！！」 - Kachinokoru no wa dono Uchū da!? Zokuzoku to tsudou Saikyō no senshi-tachi!! | 21 maggio 2017    | 31 marzo 2019     |
| 91  | Quattro ore prima dell'inizio del torneo i due Zeno vengono informati dal Gran Sacerdote sullo stato dei preparativi dei vari universi per la ricerca dei guerrieri. Mentre il settimo universo ha già messo insieme i suoi rappresentanti non tutti gli altri hanno ancora riunito dieci guerrieri: nel Nono Universo infatti vi sono soltanto i tre guerrieri dell'incontro dimostrativo, poiché si era sparsa la voce della fine dell'universo e molti alieni si sono dati alla criminalità, finendo per essere distrutti da Sidra. Nell'universo di Champa, invece, Hit recluta Frost, mentre nel Decimo Universo Gowasu ha trovato i suoi dieci guerrieri che insieme all'angelo Cus stanno improvvisando una danza per rinforzare il loro legame. Nel Settimo Universo tuttavia succede qualcosa di inaspettato: Majin Bu va in letargo e non si sveglierà prima di un paio di mesi. Goku si trova quindi con nove concorrenti su dieci e decide di recarsi da Bu per svegliarlo. |                   |                   |
| 92  | C'è una nuova emergenza! La squadra dei dieci non è completa! 「緊急事態発生！そろわない10人のメンバー！！」 - Kinkyū jitai hassei! Sorowanai jū nin no menbā!! | 28 maggio 2017    | 6 aprile 2019     |
| 92  | Nel terzo universo un alieno di nome Nigrisshi presenta al Dio della distruzione Mosco il suo ultimo guerriero modificato, Narirama, e propone di potenziare anche gli altri combattenti. Nell'Undicesimo Universo Toppo informa Kahseral che la squadra è al completo e si è riunita su un pianeta per un pre-allenamento. Nel Sesto Universo Caulifla riesce a trasformarsi facilmente in Super Saiyan e per ringraziare Cabba accetta di unirsi a lui per il torneo. La Saiyan inoltre invita pure Kale, anch'essa una Saiyan, obbligandola a imparare la trasformazione. Nel Settimo Universo intanto Bu non vuole svegliarsi e Goku è messo ancora più sotto pressione dal fatto che i suoi compagni hanno scoperto il pericolo che incombe sul loro universo e minacciano il ritiro dalla competizione; Beerus e Bulma tuttavia fanno cambiare loro idea. Goku, messo con le spalle al muro, decide di andare a reclutare Freezer come ultimo membro del team. |                   |                   |
| 93  | Sei tu il decimo guerriero! Goku va a trovare Freezer! 「10人目の戦士はおめえだ！悟空フリーザのもとへ！！」 - Jū ninme no senshi wa omē da! Gokū Furīza no moto e!! | 4 giugno 2017     | 6 aprile 2019     |
| 93  | Caulifla, facendo affidamento sul potere nascosto di Kale, la allena per farla diventare un Super Saiyan; come risultato svela un potere ancora più terrificante dei suoi alleati del Sesto Universo, quello del Super Saiyan leggendario. Nel tentativo di bloccarla Caulifla riesce a trasformarsi anche in Super Saiyan 2. Nel frattempo la scelta di sostituire Bu con Freezer crea qualche dissenso tra la squadra del Settimo Universo, che non si fida del malvagio alieno. Whis tuttavia rivela ai guerrieri che gli è giunta una voce secondo cui tra gli otto universi partecipanti ce ne sia uno che farà scendere in campo un guerriero con una forza superiore a quella di un Dio della distruzione, e che dunque un guerriero del calibro di Freezer aumenterebbe le possibilità di vittoria per il Settimo Universo. Ottenuto il consenso dei suoi compagni Goku si teletrasporta dal re Enma che gli concede il permesso di andare da Freezer nel Regno degli Inferi, dove il Saiyan propone all'alieno di combattere al torneo riportandolo nel mondo dei mortali per ventiquattro ore grazie ai poteri di Baba. Intanto Quitela, il Dio della distruzione del Quarto Universo, trama per fare scomparire Beerus. |                   |                   |
| 94  | L'imperatore del male è tornato! Comitato di accoglienza di alcuni misteriosi sicari! 「悪の帝王復活！出迎える謎の刺客たち！？」 - Aku no Teiō fukkatsu! Demukaeru Nazo no Shikaku-tachi!? | 11 giugno 2017    | 7 aprile 2019     |
| 94  | Quitela, che cospira contro il Settimo Universo, stringe un'alleanza con Sidra raccontandogli una bugia secondo la quale il Nono Universo è il primo bersaglio della squadra di Goku e che quest'ultimo ha reclutato Freezer per questo scopo. Sentendosi mancato di rispetto il Dio della distuzione accetta di mandare una squadra di assassini per eliminare Goku e Freezer. Goku intanto rivela agli altri che Freezer ha accettato di unirsi a loro solo se vincendo lo avrebbero resuscitato; subito dopo invia Crilin, C-18, Goten e Trunks a prelevare C-17, mentre il Saiyan andrà da Baba per prendere l'alieno. A casa di Bulma si incontrano finalmente tutti i guerrieri. Al palazzo di Baba, Freezer ritorna in vita e incontra Goku; i due guerrieri si scambiano subito due colpi di benvenuto, ma all'improvviso vengono informati dell'arrivo di alcuni estranei giunti lì per eliminarli. Freezer, intenzionato a uccidere i sicari, si trasforma quindi in Golden Freezer. |                   |                   |
| 95  | Il più malvagio! Il più crudele! Freezer si scatena! 「最凶！最悪！フリーザ大暴れ！！」 - Saikyō! Saiaku! Furīza Ōabare!! | 18 giugno 2017    | 13 aprile 2019    |
| 95  | Freezer e Goku iniziano a lottare contro gli assassini inviati da Sidra. Dopo avere ucciso tutti gli avversari l'alieno ritorce contro Goku una sfera della distruzione di Sidra e si mette in contatto con il Dio della distruzione e il Kaioshin Rou esprimendo la richiesta di unirsi a loro per vendicarsi di Goku e dei suoi amici e farsi resuscitare tramite le super sfere del drago. Mentre Sidra e Rou ponderano il da farsi giungono sul posto Whis e Beerus, che liberano Goku dalla sfera della distruzione. Goku chiede a Whis un minuto di combattimento con Freezer in cui se Goku vincerà Freezer dovrà schierarsi con lui. L'alieno accetta essendo sicuro di sé, ma lo scontro termina in parità con un singolo pugno al viso di entrambi che cadono svenuti. Intanto il ring del torneo è pronto e l'evento sta per cominciare. |                   |                   |
| 96  | Ci siamo: si parte per il Mondo del Nulla! C'è in gioco il destino degli universi! 「時はきた！宇宙の命運をかけ無の界へ！！」 - Toki wa kita! Uchū no Meiun o kake Mu no Kai e!! | 25 giugno 2017    | 13 aprile 2019    |
| 96  | Poco prima dell'arrivo dei guerrieri dei vari universi nel Mondo del Vuoto, dove si terrà il Torneo del Potere, il Gran Sacerdote invita gli Dei della distruzione esenti dal torneo a provare il ring. Nel Settimo Universo Goku e Freezer raggiungono gli altri a casa di Bulma e insieme si teletrasportano nel Mondo del Vuoto, dove giungono anche le squadre di tutti gli altri universi partecipanti. Whis spiega che il ring è stato costruito per impedire ai partecipanti di volare a meno che essi non abbiano ali o altre funzioni che glielo permettano; inoltre ogni concorrente avvertirà la gravità del proprio pianeta di origine per evitare favoreggiamenti. I Kaiohshin, gli Dei della distruzione e gli Angeli assisteranno dalla gradinata. Il Gran Sacerdote poi riunisce i vari concorrenti per il discorso dei due Zeno. |                   |                   |
| 97  | Obiettivo sopravvivere! Il Torneo del Potere ha finalmente inizio! 「生き残れ！ついに開幕「力の大会」！！」 - Ikinokore! Tsui ni kaimaku Chikara no Taikai!! | 2 luglio 2017     | 14 aprile 2019    |
| 97  | Il Gran Sacerdote elenca le regole: la battaglia durerà quarantotto minuti, non saranno permesse armi o espedienti che permettano di guarire dalle ferite, i guerrieri dovranno affidarsi solo alle loro tecniche e alle loro abilità, altrimenti verranno squalificati, ed è vietato uccidere l'avversario. Il torneo inizia e Goku, Vegeta, Freezer, C-17 e C-18 si mettono a combattere per conto loro senza rispettare la strategia di Gohan. Goku inizia a lottare contro Ganos, la spia del Quarto Universo, mentre Hit e Basil riescono facilmente ad atterrare Narirama, il robot del Terzo Universo che doveva condurre i suoi compagni alla vittoria secondo Mosco. Basil inoltre elimina dal torneo Lilibeu, una fata del Decimo Universo, buttandola fuori dal ring. Basil affronta un altro guerriero del Decimo Universo, Napapa, ma quest'ultimo respinge i suoi attacchi. Goku poi rischia di essere battuto da Nink del Quarto Universo a causa di una sua distrazione quando vede Toppo e Jiren. Nink aveva deciso di buttarsi fuori dal ring con il Saiyan, ma Goku usa il Super Saiyan blu per buttare solo l'avversario, eliminandolo. Botamo, Lavender, Shosa, Dercori e Comfrey attaccano Gohan e gli altri, i quali usano una tecnica combinata per respingerli. Alla fine Goku viene circondato da Basil e i suoi fratelli e altri due avversari pronti a combatterlo. |                   |                   |
| 98  | Grande incertezza! C'è un universo in preda alla disperazione! 「あぁ無常！絶望する宇宙！！」 - Ā mujou! Zetsubō suru Uchū!! | 9 luglio 2017     | 20 aprile 2019    |
| 98  | Bergamo e i suoi fratelli iniziano ad attaccare Goku, che riesce comunque a resistere alle loro tecniche e combinazioni; Vegeta, che nel frattempo stava lottando contro Hyssop, decide di andare in aiuto di Goku poiché irritato dalla sua tranquillità, ma allo stesso tempo Hyssop e altri compagni dei tre fratelli circondano i Saiyan. Durante il combattimento il braccio di Vegeta viene congelato da Hyssop; Hop e Lavender ne approfittano per eliminarlo, tuttavia Vegeta evita gli attacchi facendoli scontrare a vicenda. Poi Goku e Vegeta si trasformano in Super Saiyan e sconfiggono Hyssop, Hop, Chappil, Comfrey e Oregano, mentre C-18 sconfigge Sorrel; invece Roselle per paura di affrontare Freezer si auto-elimina, lasciando solo il Trio Dangers a lottare in rappresentanza del proprio universo. Goku e Vegeta si trasformano in Super Saiyan blu e dopo pochi minuti eliminano dal torneo anche i tre fratelli. Con tutti i dieci membri del loro universo fuori gara Sidra e Rou vengono teletrasportati nel loro universo insieme ai guerrieri sconfitti, che vengono cancellati insieme all'Universo 9 dai due Zeno. Tutti i guerrieri interrompono momentaneamente lo scontro, scioccati da quello che è successo, capendo che i due Zeno non scherzano e che gli universi che verranno battuti saranno cancellati.                                          |                   |                   |
| 99  | Fa' vedere chi sei! Il vero potenziale di Crili! 「見せつけろ！クリリンの底力！！」 - Misetsukero! Kuririn no sokojikara!! | 16 luglio 2017    | 20 aprile 2019    |
| 99  | I partecipanti al torneo riprendono a combattere e Vegeta e Goku vengono avvicinati da Botamo e Hit. Il principe dei Saiyan affronta il primo e sta per spedirlo fuori dal ring, ma interviene Magetta in difesa del suo compagno. Crilin invece viene bersagliato da un attacco di Jium, un guerriero volante del Decimo Universo; Gohan salva l'amico, che contrattacca con un Kienzan triplo ferendo l'ala dell'avversario, che Muten spedisce poi fuori dal ring con la Kamehameha. Il guerriero del Quarto Universo Shosa con l'inganno fa abbassare la guardia a C-18 e con un attacco la spedisce fuori dal ring, ma Crilin interviene e la salva. Moglie e marito poi usando un attacco combinato eliminano Shosa dal torneo. Crilin viene poi subito attaccato da un altro guerriero del Quarto Universo, Majora, il quale essendo cieco combatte usando l'olfatto e non soffre l'effetto del Taiyoken x100. Ciò non ferma Crilin, che lanciandogli una delle sue scarpe lo paralizza con il cattivo odore che essa emana e lo scaraventa fuori dal ring con la Kamehameha. Crilin, felice per le sue vittorie, abbassa la guardia; Frost, che era nei paraggi, ne approfitta per buttarlo fuori dal ring. |                   |                   |
| 100 | Furia fuori controllo! Quando la rabbia si sveglia e si scatena! 「大暴走！目覚め荒ぶる狂戦士！！」 - Daibōsō! Mezame araburu Kyōsenshi!! | 23 luglio 2017    | 21 aprile 2019    |
| 100 | Vegeta è in difficoltà contro Botamo e Magetta; inoltre viene raggiunto anche da Cabba che elimina facilmente dal torneo Nigrisshi del Terzo Universo e Murisam del Decimo Universo, per poi prepararsi ad affrontare il principe dei Saiyan. In un'altra parte del ring Hit distrugge alcuni pezzi di Narirama e lo butta fuori dal ring. Kale invece sta per essere eliminata da Napapa e Mechiorp, ma viene salvata da Caulifla che malmena il secondo ed elimina Napapa. Le due raggiungono quindi Goku, desiderose di imparare la trasformazione del Super Saiyan Blu. Kale inizia a trasformarsi nel Super Saiyan leggendario. Goku ha difficoltà contro la ragazza non riuscendo a fermarla nemmeno con il potere del Super Saiyan blu; Kale intanto non riesce a controllare la sua potenza fino a perdere la ragione e sconfigge Merchiop e anche Vuon dei Pride Troopers con alcuni colpi energetici. Quando Caulifla prova a calmarla con la sua voce la sua protetta si scaglia verso di lei, ma viene bloccata da Jiren che con un solo colpo la sconfigge facendola tornare normale, ma ancora in gara. Goku e Jiren si ritrovano poi faccia a faccia. |                   |                   |
| 101 | Arrivano i guerrieri della giustizia! I Pride Troopers! 「迫りくる正義の戦士！ プライド・トルーパーズ！！」 - Semarikuru Seigi no Senshi! Puraido Torūpāzu!! | 30 luglio 2017    | 27 aprile 2019    |
| 101 | Goku vorrebbe affrontare Jiren, ma l'avversario si allontana, mentre il Saiyan viene attaccato da altri cinque Pride Troopers: Kahseral, Tupper, Zoiray, Cocotte e Kettol. Altrove il Maestro Muten e Tenshinhan eliminano The Preecho del Terzo Universo mentre Freezer, dopo avere rubato a Vegeta il suo avversario, butta Murichim del Decimo Universo fuori dal ring. Goku propone un'alleanza con Kale e Caulifla, a cui si aggiungono anche C-17 e C-18; quest'ultima sconfigge Cocotte e Tupper. Unendo le forze, e grazie alla trasformazione di Kale in semplice Super Saiyan, lei e Caulifla sconfiggono Kahseral, Kettol e Zoiray. Goku permette alle due Saiyan di allontanarsi evitando di combattere contro di loro, almeno per il momento. |                   |                   |
| 102 | Il potere dell'amore esploderà? Le magiche guerriere del Secondo Universo! 「愛の力が大爆発！？ 第2宇宙の魔女っ子戦士！！」 - Ai no Chikara ga daibakuhatsu!? Dai Ni Uchū no Majokko Senshi!! | 6 agosto 2017     | 27 aprile 2019    |
| 102 | Le Kamikaze Fireball del Secondo Universo, Brianne de Château, Sanka Ku e Su Roas, iniziano a fare sul serio: si trasformano in Ribrianne, Kakunsa e Rozie ed emanano un'energia speciale che avvolge tutto il ring. Essa ha il potere di ammaliare la gente. Ribrianne combatte contro Vegeta, e nel farlo elimina dal torneo Jirasen, un combattente del Decimo Universo. Intanto Goku e C-17 affrontano rispettivamente Rozie e Kakunsa; quest'ultima mette in difficoltà il cyborg con i suoi attacchi veloci, ma lui, fingendosi debole ai suoi colpi, la intrappola nella sua barriera energetica e la lancia fuori dal ring, salvo poi essere salvata da un'altra combattente del Secondo Universo, la guerriera alata Vikal. C-17 affronta entrambe e le scaglia fuori dal ring. |                   |                   |
| 103 | Sii spietato, Gohan! Lo scontro decisivo con il Decimo Universo! 「悟飯よ非情なれ！ 第10宇宙との決戦！！」 - Gohan yo Hijō nare! Dai Jū Uchū to no Kessen!! | 13 agosto 2017    | 27 aprile 2019    |
| 103 | Ribrianne e Rozie vogliono vendicarsi per l'eliminazione di Kakunsa, ma vengono messe alle strette da C-17 e Goku: in loro aiuto però interviene Jimeze, lo Yardratiano del Secondo Universo, che le salva dall'eliminazione usando il teletrasporto. Nel frattempo Gohan butta fuori dal ring Botamo con un'onda di energia, mentre Jimeze sconfigge Jilcol del Decimo Universo, il quale ormai in sua rappresentanza sul ring ha solo altri due combattenti, Obuni e Rubalt, che combattono rispettivamente contro Gohan e Piccolo. Il namecciano elimina Rubalt, mentre Gohan ingaggia una lotta serrata con Obuni, il quale usando il suo ki mediante illusioni per nascondere la sua essenza fisica, colpisce Gohan di sorpresa. Il Saiyan quindi si lascia attaccare, per individuare così la posizione del suo avversario e contrattaccare, anche se così facendo rischia di indebolirsi. Alla fine Obuni esaurisce il suo ki, diventando un bersaglio facile per Gohan, che lo manda fuori dal ring con una Kamehameha. Il Decimo Universo non ha più guerrieri che possano combattere, quindi vengono teletrasportati via con Rumsshi e Gowasu nel loro universo che viene eliminato da Zeno. |                   |                   |
| 104 | Un'eccezionale battaglia alla velocità della luce! Goku e Hit uniscono le forze! 「超絶光速バトル勃発！ 悟空とヒットの共同戦線！！」 - Chōzetsu Kōsoku batoru boppatsu! Gokū to Hitto no Kyōdō sensen!! | 20 agosto 2017    | 4 maggio 2019     |
| 104 | Dopo l'ineluttabile eliminazione del Decimo Universo Hit combatte contro Dyspo, che lo mette in difficoltà con la sua velocità; inoltre, grazie al suo super-udito, prevede e anticipa i salti temporali di Hit. Kunshi, un altro guerriero dell'Undicesimo Universo che riesce a generare corde di energia, si intromette nel duello in aiuto del compagno. Hit è in seria difficoltà ma poi Goku, trasformandosi in Super Saiyan God, interviene in aiuto di Hit. Quest'ultimo elimina Kunshi dal torneo, mentre Dyspo batte in ritirata. Belmod e Kai, rispettivamente il Dio della distruzione e il Kaiohshin dell'Undicesimo Universo, malgrado siano rimasti con soli tre combattenti in gara, sono ancora sicuri della vittoria del loro universo, dato che in campo ci sono ancora guerrieri come Jiren e Toppo. Alla fine Goku e Hit decidono di posticipare il loro combattimento, separandosi. |                   |                   |
| 105 | Uno scontro furioso! Il genio ce la mette tutta! 「奮戦！ 武天老師命を燃やす！！」 - Funsen! Muten Rōshi inochi o moyasu!! | 27 agosto 2017    | 4 maggio 2019     |
| 105 | Il maestro Muten viene sfidato dalle guerriere del Quarto Universo Caway e Dercori. La prima prova inutilmente a sedurlo e alla fine, spaventata dall'uomo, decide di autoeliminarsi. Dercori lo attacca usando tecniche illusorie e talismani, ma Muten ha la meglio usando la Mafuuba per sigillarla in una boccetta e buttandola fuori dal ring. A causa dell'utilizzo della boccetta Quitela lo accusa di avere barato, ma i due Zeno sentenziano che Muten non ha contravvenuto alle regole. Ganos, furioso per la sconfitta delle due compagne di squadra, decide di trasformarsi nella sua forma aviana e riesce a provocare seri danni al vecchio maestro. Tuttavia Muten non si arrende e aumenta la sua massa muscolare fino a raggiungere la massima potenza e con una potentissima Kamehameha sconfigge Ganos, eliminandolo dal torneo. Crilin e Beerus festeggiano le loro tre vittorie, ma all'improvviso Muten sviene. Giunge Goku a rianimarlo e i due si incamminano a cercare altri avversari. |                   |                   |
| 106 | Lo sguardo nascosto! Disperata lotta contro un avversario invisibile! 「見極めろ！姿なきアタッカーとの死闘!!」 - Kare o sagase! Mienai kōgeki-sha to no shi no matchi! | 3 settembre 2017  | 4 maggio 2019     |
| 106 | Gohan e Piccolo sono in difficoltà a causa di un misterioso nemico che li bombarda con raggi energetici da grande distanza. L'assalitore si rivela essere il membro del Secondo Universo Harmira, che lancia contro il suo compagno Pran i suoi raggi energetici, che quest'ultimo riflette con alcune sfere sputate dalla bocca verso i loro avversari. Intervengono anche Vegeta, Goku e Tenshinhan, il quale crea tre copie di sé stesso per affrontare Harmira. Harmira però distrugge una parte del ring e Tenshinhan cade giù venendo eliminato dal torneo; le sue tre copie però trascinano Harmira giù con lui eliminandolo. Il dottor Rota, dopo avere recuperato le forze, prova a combattere contro Pran, ma Vegeta colpisce entrambi con un raggio energetico eliminandoli dal torneo. Goku continua a pensare a Jiren, poi sprona Vegeta a mettercela tutta per sconfiggere gli avversari che dovrà affrontare durante il torneo per fare sì che lo sforzo di Tenshinhan non sia stato vano. |                   |                   |
| 107 | La vendetta di "F"! Una trappola astutamente congegnata? 「復讐の「F」！ しかけられた狡猾な罠！？」 - Fukushū no Efu! Shikakerareta Kōkatsu na Wana!? | 17 settembre 2017 | 5 maggio 2019     |
| 107 | Il Gran Sacerdote mostra ai due Zeno i concorrenti rimasti nell'arena che in totale sono trentasei: il Sesto e il Settimo Universo vantano otto guerrieri ciascuno, mentre l'Undicesimo Universo è quello con il minor numero di combattenti, vantando solo tre Pride Troopers, sebbene siano i più forti. Frost attacca Muten e Goku prova a fermarlo, ma interviene Ribrianne che gli si para davanti per vendicarsi. In soccorso di Muten arriva quindi Vegeta, ma la Mafuuba che il maestro vorrebbe scagliare verso Frost e Magetta viene da Frost reindirizzata su Vegeta. Con le sue ultime energie Muten libera il Saiyan dalla tecnica e, dopo che Frost riesce a fuggire e Vegeta sconfigge Magetta, Muten si ritira dal torneo. Nel frattempo Goku si prepara a combattere contro Ribrianne. |                   |                   |
| 108 | Freezer e Frost! Malvagità incrociate! 「フリーザとフロスト！ 交わる悪意！？」 - Furīza to Furosuto! Majiwaru Akui!? | 24 settembre 2017 | 11 maggio 2019    |
| 108 | Mentre Goku è alle prese con Ribrianne Toppo sta lottando contro Cabba. Altrove Gohan sta affrontando Jimeze del Secondo Universo; quest'ultimo riesce a mettere in crisi il Saiyan grazie al suo teletrasporto, tuttavia il figlio di Goku viene salvato dall'arrivo inaspettato di Freezer che batte Jimeze con relativa facilità. I due vengono raggiunti da Frost. Freezer finge di tradire il suo universo e si scaglia su Gohan per poi scagliare fuori dal ring Frost una volta che quest'ultimo ha abbassato la guardia. A questo punto un adirato e umiliato Frost cerca di colpire Freezer alle spalle, ma Zeno lo cancella dall'esistenza per evitare altre interferenze, minacciando addirittura tutto l'universo di Champa se ciò dovesse ripetersi ancora. Dopo una specie di incoraggiamento da parte di Freezer Gohan si allontana per cercare altri avversari. |                   |                   |
| 109 | L'avversario più forte all'attacco di Goku! È il momento di liberare l'Energia Sferica! 「悟空に迫る最強の敵！今こそ放て！必殺の元気玉！！」 - Gokū ni semaru saikyō no teki! Ima koso hanate! Hisassu no genki-dama!! | 8 ottobre 2017    | 11 maggio 2019    |
| 109 | Goku affronta Ribrianne e lei, vedendo l'enorme potenza del Saiyan, decide di potenziarsi facendosi crescere due ali sulla schiena e diventando Super Ribrianne. Goku tuttavia la sconfigge con facilità nella forma di Super Saiyan blu, mettendola in fuga. Nel frattempo Belmod contatta telepaticamente Jiren ordinandogli di sconfiggere Goku. Jiren, pronto per affrontare il Saiyan, rilascia tutta la sua energia, che viene avvertita da tutti i presenti: ogni combattimento in corso si interrompe per l'enorme potenza che emana Jiren, che sorprende persino le divinità presenti. Goku inizia a combattere contro Jiren in forma base, in Super Saiyan, in Super Saiyan 2 e infine nel Super Saiyan God per studiarlo, senza riuscire a metterlo in difficoltà. Successivamente affronta Jiren nella forma di Super Saiyan blu potenziata con il Kaiohken x20, ma il nemico non dimostra difficoltà. Goku, messo alle strette, decide di ricorrere alla sfera Genkidama e assorbe l'energia di tutti i suoi compagni di squadra eccetto Vegeta, creando la sfera. Goku scaglia la sfera contro Jiren ma quest'ultimo la respinge con facilità obbligando Goku a utilizzare tutte le sue forze per resistere. |                   |                   |
| 110 | Goku si risveglia! L'Ultra Istinto! 「これぞ全宇宙一の究極バトル！孫悟空vsジレン」 - Kore zo zen uchu ichi no kyūkyoku batoru! Son Gokū VS Jiren! | 8 ottobre 2017    | 12 maggio 2019    |
| 110 | Goku e Jiren continuano a contendersi la Genkidama finché essa esplode. Goku viene investito in pieno dall'esplosione e, nonostante sia regredito al suo stadio base, il suo corpo è pervaso da una strana energia e i suoi occhi diventano grigi. Goku inizia a combattere in una maniera insolita, come se non fosse più in sé, riuscendo a stare a pari passo con Jiren. Whis e Beerus capiscono che Goku ha sbloccato nella parte più recondita del suo potenziale latente l'Ultra Istinto e ora il suo corpo reagisce da solo alla battaglia anticipando la mente che ne limitava il potenziale. Goku ha attivato il potere dell'Ultra Istinto "Presagio" e riesce a colpire Jiren, e proprio quando stava per sferrargli un potente pugno l'energia della Genkidama che il suo corpo aveva assorbito svanisce, facendogli perdere l'Ultra Istinto. Jiren, nuovamente in vantaggio, blocca il pugno e mette il Saiyan fuori combattimento. Goku viene avvicinato da Freezer, mentre Jiren si appresta a combattere contro Hit. |                   |                   |
| 111 | Una straordinaria battaglia extradimensionale! Hit contro Jiren! 「異次元の極致バトル！ ヒットVSジレン！！」 - Ijiken no kyokuchi batoru! Hitto bāsasu Jiren!! | 15 ottobre 2017   | 18 maggio 2019    |
| 111 | Freezer dona una parte della sua energia a Goku per permettergli di riprendersi più velocemente, saldando il debito che aveva con lui dai tempi di Namecc. Nel frattempo Hit e Jiren iniziano a combattere: Hit sfrutta un momento di distrazione per intrappolare Jiren nella Gabbia Temporale, ma il guerriero dell'Undicesimo Universo neutralizza la tecnica dimostrando di avere un potere che trascende il tempo stesso. Infine, dopo essersi avvicinato a Hit, lo elimina dal torneo con la stessa tecnica con cui aveva fermato la furia di Kale. Altrove Vegeta riesce a mandare in crisi Ribrianne, ma prima che possa finirla interviene Rozie a difendere la sua compagna con la quale va a nascondersi dal Saiyan. Goku invece viene attaccato alle spalle da Saonel e Pirina, due namecciani del Sesto Universo che vengono fermati da Gohan e Piccolo con cui iniziano a lottare. Dopo la sconfitta di Hit il Gran Sacerdote avvisa tutti i partecipanti che è già passato metà del tempo da quando è iniziato il torneo. Jiren avvisa i suoi compagni che non c'è più nessuno che possa fermarlo e che la sua presenza è ormai inutile e quindi inizia a meditare ergendo attorno a se una barriera che respinge chiunque cerchi di attaccarlo. |                   |                   |
| 112 | Quando un Saiyan promette! La decisione di Vegeta! 「サイヤ人の誓い！ ベジータの覚悟！！」 - Saiya-jin no chikai! Bejīta no kakugo!! | 22 ottobre 2017   | 18 maggio 2019    |
| 112 | Koitsukai, Panchia e Borareta del Terzo Universo, approfittando della mancanza di forze di Goku, si scagliano su di lui. Altrove Caulifla e Kale vengono scovate dalla guerriera del Quarto Universo Monna, ma interviene Cabba per permettere alle compagne di riprendersi. Cabba e Monna iniziano a lottare e quest'ultima si scaglia sul guerriero Saiyan buttandolo fuori dal ring. Vegeta arriva giusto in tempo per salvarlo, ricordandogli della promessa fattagli tempo prima, ovvero portarlo sul pianeta Sadala per incontrare il re dei Saiyan. Vegeta gli rivela che se dovesse vincere le sfere resusciterà tutti i guerrieri del Sesto Universo per potere andare a trovarlo. Sentitosi motivato dal proprio maestro Cabba torna ad affrontare Monna e raggiunge il secondo livello del Super Saiyan, con il quale sconfigge la sua avversaria in breve tempo eliminandola dal torneo. Freezer poi si avvicina sfidando Cabba e buttandolo fuori dal ring. Nel frattempo Vegeta viene sfidato da Toppo, mentre Goku viene messo in difficoltà dai combattenti del Terzo Universo; all'improvviso in suo aiuto interviene Caulifla, che ormai avendo recuperato le forze allontana i robot e sfida il Saiyan trasformata in Super Saiyan 2. |                   |                   |
| 113 | Scontro entusiasmante! Un'altra folle sfida tra Saiyan! 「嬉々として！戦闘狂サイヤ人バトル再び！！」 - Kiki toshite! Sentōkyō Saiya-jin Batoru futatabi!! | 29 ottobre 2017   | 19 maggio 2019    |
| 113 | Dopo avere allontanato i guerrieri del Terzo Universo Caulifla affronta Goku, che nonostante non possa trasformarsi subito in Super Saiyan riesce a tenere testa alla guerriera nella forma del Super Saiyan di secondo livello in quanto la tecnica di lotta della ragazza è fin troppo prevedibile. Man mano che lo scontro prosegue, però, la potenza e le abilità di Caulifla aumentano e Goku deve trasformarsi nel secondo livello per spingerla oltre i suoi limiti. Anche Kale si unisce alla battaglia e insieme riescono a mettere in difficoltà il Saiyan del Settimo Universo, tanto che Goku deve trasformarsi nel terzo livello del Super Saiyan per pochi istanti per respingere i colpi energetici delle guerriere. A causa della poca energia che aveva a disposizione Goku annulla la trasformazione, ma ciò basta a entusiasmare Caulifla e Kale che volendo raggiungere il terzo livello decidono di fare sul serio. Kale infatti inizia a trasformarsi di nuovo nel Super Saiyan leggendario. |                   |                   |
| 114 | Incredibile! Entra in scena un nuovo super guerriero! 「鬼気せまる！新たな超戦士の爆誕！！」 - Kiki semaru! Aratana Chō senshi no Bakutan!! | 5 novembre 2017   | 25 maggio 2019    |
| 114 | Freezer ignora il suo avversario, Catopesra, che lo aveva invitato a seguirlo dopo essersi trasformato in modalità Speed, mentre Vegeta continua a combattere contro Toppo. Kale riesce finalmente a controllare la sua trasformazione in Super Saiyan leggendario trasformandosi in Super Saiyan e insieme a Caulifla mette in difficoltà Goku, tanto che il Saiyan deve trasformarsi in Super Saiyan God per contrastarle. Goku scaglia quindi due sfere energetiche verso le ragazze; Kale devia facilmente l'attacco, ma Caulifla viene colpita duramente e scagliata verso il bordo del ring. Kale la soccorre e le due si fondono con gli orecchini Potara che Champa aveva dato loro poco prima del torneo, dando vita a Kefla. La nuova potenza di Kefla, che si trova solo allo stato base, impressiona sia Goku che Vegeta; la nuova guerriera si scaglia quindi a una velocità impressionante su Goku e i due iniziano a combattere. |                   |                   |
| 115 | Goku contro Kefla! Il Super Saiyan blu ne uscirà sconfitto? 「悟空VSケフラ！超サイヤ人ブルー敗れる！？」 - Gokū Bāsasu Kefura! Sūpā Saiya-jin Burū yabureru!? | 12 novembre 2017  | 25 maggio 2019    |
| 115 | Vegeta riesce a liberarsi dalla presa di Toppo e a respingerlo. Gohan e Piccolo continuano a lottare contro Saonel e Pirina e Piccolo sembra in difficoltà. Altrove C-18 si è ferita alla caviglia e viene avvicinata da Catopesra, ma prima che possa attaccarla C-17 lo scaglia lontano con un colpo energetico. Kefla inizia a lottare contro Goku e nel semplice stato base lo supera in potenza nonostante sia trasformato in Super Saiyan God. Beerus, infuriato si lamenta che il Sesto Universo ha barato, ma i due Zeno, rimasti affascinati dalla tecnica, permettono l'utilizzo dei Potara. Goku decide di trasformarsi in Super Saiyan blu per combattere, ma la potenza dell'avversaria, trasformata in Super Saiyan, è troppo elevata, e il Saiyan sta per soccombere. Poco prima che Goku possa essere eliminato il Saiyan riesce a risvegliare l'Ultra Istinto "Presagio" ancora una volta. |                   |                   |
| 116 | Segni di un grande cambiamento! L'enorme esplosione dell'Ultra Istinto! 「逆転の兆し！身勝手の極意が大爆発！！」 - Gyakuten no Kizashi! Migatte no Gokui ga Daibakuhatsu!! | 19 novembre 2017  | 26 maggio 2019    |
| 116 | Goku sprigiona una grande quantità di energia e Kefla risponde trasformandosi in Super Saiyan 2; l'enorme potenza delle loro aure genera una tempesta che spazza via gli altri partecipanti. Jiren intanto si sveglia per osservare lo scontro insieme a Dyspo e Toppo, che ha interrotto la sua lotta con Vegeta. Nonostante i potenti attacchi della sua avversaria e le sue provocazioni Goku schiva tutte le tecniche di Kefla e la contrattacca, ma a detta di Whis le mosse di Goku non sono sufficienti a battere la Saiyan poiché non è ancora abituato all'Ultra Istinto. Inoltre, secondo l'angelo, Goku deve sbrigarsi se non vuole esaurire le forze. Goku allora decide di finire la battaglia con una potente Kamehameha, così dopo avere evitato la mossa più potente di Kefla riesce a scagliarle l'onda in piena faccia e a buttarla fuori dal ring. Tra l'altro gli orecchini Potara si rompono e Caulifla e Kale tornano a essere entità separate. Il Sesto Universo ha solo due partecipanti rimasti: Saonel e Pirina. |                   |                   |
| 117 | La grande sfida dell'amore! Gli androidi contro il Secondo Universo! 「愛の大決戦！人造人間VS第２宇宙！！」 - Ai no daikessen! Jinzōningen bāsasu dai ni uchū!! | 26 novembre 2017  | 7 settembre 2019  |
| 117 | Vegeta, desideroso di attivare l'Ultra Istinto, si lascia colpire da Catopesra, con quest'ultimo entrato in modalità battaglia, ma poiché non accade nulla il Saiyan si libera dell'avversario. Goku viene circondato dai guerrieri del Secondo Universo e sta per essere colpito dalla tecnica combinata di Ribrianne e Rozie, ma viene salvato da C-17 e C-18 che iniziano a lottare con le due donne. Grazie alla strategia dei fratelli Ribrianne colpisce Rozie e C-17 la butta fuori dal ring; C-18 invece colpisce duramente Ribrianne, che esaurisce le forze e torna nella sua prima forma, tuttavia riesce a intrappolare il cyborg in una prigione di energia mandandola in crisi. Heles e Pell, rispettivamente Dea della distruzione e Kaiohshin del Secondo Universo, e gli altri guerrieri del Secondo Universo, danno il loro sostegno a Ribrianne che con la "forza dell'amore" dei suoi compagni riacquisisce energia e diventa enorme. Nella sua nuova forma sta per eliminare C-18 quando quest'ultima, dopo avere ripreso lucidità grazie a Crilin, riesce a distruggere la corazza dell'avversaria e a scagliarla fuori dal ring. Nel frattempo Goku decide di lottare contro gli ultimi tre combattenti del Secondo Universo, ovvero Zirloin, Rabanra e Zarbuto. |                   |                   |
| 118 | È sempre più tragedia. Universi che scompaiono... 「加速する悲劇消えゆく宇宙...」 - Kasokusuru higeki kieyuku Uchū... | 3 dicembre 2017   | 8 settembre 2019  |
| 118 | Goku, con l'aiuto di C-17 e C-18, combatte contro Zirloin, Rabanra e Zarbuto, che dopo avere ricevuto l'amore di tutto il Secondo Universo si trasformano nella stessa forma di Ribrianne, Rozie e Kakunsa, mettendo in difficoltà il Saiyan e i cyborg. Contemporaneamente Gohan e Piccolo, che stanno ancora combattendo contro Saonel e Pirina, si accorgono che la potenza dei namecciani è aumentata improvvisamente e ciò li mette in difficoltà. Pirina spiega che i namecciani del Sesto Universo hanno deciso di farsi assimilare dai due per aiutarli nel torneo in difesa del proprio universo, ma a causa dell'enorme quantità di energia accumulata Saonel e Pirina hanno dovuto attendere un po' di tempo prima di stabilizzarla all'interno dei loro corpi. Gohan fornisce a Piccolo il tempo di caricare il suo Makankosappo che supporta la Kamehameha con cui Gohan attacca i due namecciani del Sesto Universo, sconfiggendoli ed eliminandoli dal torneo. Goku invece, trasformandosi in Super Saiyan blu, con una sola Kamehameha elimina dal torneo in un solo istante Zirloin, Rabanra e Zarbuto. Il Secondo Universo e il Sesto Universo, rimasti senza più combattenti, vengono cancellati dai due Zeno con i loro guerrieri e le loro divinità. |                   |                   |
| 119 | Un ostacolo impossibile da superare? La minaccia dell'attacco invisibile! 「回避不能!? ステルス攻撃の猛威!!」 - Kaihi funō?! suterusu kōgeki no mōi!! | 10 dicembre 2017  | 8 settembre 2019  |
| 119 | Vegeta spinge verso il bordo del ring Catopesra, il quale viene infine buttato fuori da Gamisaras del Quarto Universo. Sfruttando la sua capacità di rendersi invisibile Gamisaras riesce quasi a buttare Vegeta fuori dal ring e inizia a dare non pochi problemi a tutti i partecipanti. Grazie a una sua strategia Gohan permette a Piccolo di individuare il combattente ed eliminarlo dal torneo. Poco dopo è il momento di Shantsa, guerriero del Quarto Universo: con le sue illusioni intrappola Goku, Gohan e Piccolo, che nonostante non riescano a toccarle vengono comunque colpiti da esse. In realtà si tratta di un trucco: un altro guerriero si nasconde tra le illusioni e sfrutta il momento buono per attaccare. Una volta sconfitto Shantsa Piccolo viene eliminato dal secondo guerriero invisibile, Damon. C-17 capisce che Damon è in realtà un uomo insetto molto piccolo e per questo nessuno riusciva a notarlo; il cyborg collabora quindi con Goku e insieme catturano Damon, che viene buttato fuori dal ring da C-17. A dodici minuti della fine del torneo il Quarto Universo si ritrova senza più combattenti e i due Zeno lo cancellano insieme ai loro guerrieri, al Kaioshin Kuru e al Dio della distruzione Quitela. |                   |                   |
| 120 | La strategia di sopravvivenza perfetta! Uno spietato personaggio del Terzo Universo! 「完璧なる生存戦略! 第３宇宙脅威の刺客!!」 - Kanpeki na seizon senryaku! Dai san uchū kyōi no shikaku!! | 17 dicembre 2017  | 14 settembre 2019 |
| 120 | I guerrieri del Terzo Universo, che fino a quel momento si erano tenuti in disparte, decidono di accanirsi sui combattenti del Settimo Universo approfittando del loro sfinimento. Biarra combatte contro C-17 e C-18, ma i due fratelli essendo cyborg non sono per niente stanchi e grazie alle loro tecniche combinate riescono a sconfiggerlo. Koitsukai, Panchia e Bollarator invece affrontano Goku, Vegeta e Gohan; quest'ultimo decide poi di combatterli tutti e tre da solo in modo che suo padre e Vegeta possano recuperare le forze in vista dello scontro con i guerrieri dell'Undicesimo Universo. Siccome Gohan è troppo potente per loro i tre robot, su ordine di Paparoni, si fondono dando vita a Koichiareta, la cui potenza e velocità mettono in difficoltà il Saiyan. Gohan viene quindi affiancato da Goku e Vegeta e i tre Saiyan riescono a respingere il robot con un attacco energetico e a scagliarlo contro Paparoni. Lo scienziato però non è sconfitto e rialzandosi li avverte che sta per mettere in atto il suo nuovo piano; alle sue spalle riemerge dalla polvere Koichiareta. |                   |                   |
| 121 | È guerra totale! La quadrupla fusione finale vs l'attacco combinato del Settimo Universo! 「総力戦！究極の4体合体VS第7宇宙総攻撃！！」 - Sōryoku-sen! Kyūkyoku no yon tai gattai bāsasu dai nana uchū sōkōgeki!! | 24 dicembre 2017  | 14 settembre 2019 |
| 121 | Paparoni si fonde con Koichiareta per dare vita ad Anilaza, un gigantesco essere biomeccanico dalla potenza e velocità inaudite. Gli attacchi combinati di Vegeta, Goku, Gohan, C-17 e C-18 non funzionano in quanto i sensori di Anilaza gli permettono di prevedere gli attacchi e la posizione dei nemici; egli inoltre dimostra di sapere piegare anche lo spazio intorno a sé grazie allo Kukanteni Panchi endo Kikku e per merito di ciò è in grado di teletrasportare i suoi pugni. C-17 viene spinto fuori dal ring, ma C-18 riesce a ributtarcelo dentro venendo eliminata al suo posto. Anilaza a questo punto si fa spuntare un paio di ali e inizia a generare una sfera energetica con la quale vuole distruggere il ring ed eliminare gli altri cinque avversari. I guerrieri del Settimo Universo si uniscono quindi per un attacco finale alla loro massima potenza e grazie a C-17, che distrugge il reattore energetico di Anilaza, quest'ultimo viene sconfitto e scomposto nei quattro guerrieri originali. Poiché è rimasto senza più guerrieri il Terzo Universo viene cancellato. Jiren avverte Goku che quella con Aniraza è stata l'ultima vittoria del Settimo Universo. |                   |                   |
| 122 | La sfida dell'orgoglio! Vegeta affronta il guerriero più potente! 「己の誇りをかけて！ベジータ最強への挑戦！！」 - Onore no hokori o kakete! Bejīta saikyō e no chōsen!! | 7 gennaio 2018    | 15 settembre 2019 |
| 122 | Grazie ai poteri del Gran Sacerdote gli spalti si accorciano così che tutti possano assistere al torneo raggruppati, Goku si trasforma in Super Saiyan Blu e affronta Jiren, ma anche Vegeta, trasformandosi come Goku, desidera sfidare il nemico, intromettendosi nel duello. Gohan e C-17 combattono contro Toppo, mentre Freezer viene messo in difficoltà da Dyspo. Vegeta impara a prevedere gli attacchi di Jiren, schivandoli, e lo colpisce in più occasioni, ma l'avversario gli sferra un potente attacco energetico che il principe dei Saiyan respinge al costo di usare tutte le sue energie, tanto che regredisce allo stadio base. Benché privo di forze si trasforma ugualmente in Super Saiyan blu e lancia contro Jiren un Final Flash, che però non sortisce effetto sull'avversario, che mette al tappeto Vegeta con un altro potente attacco energetico. |                   |                   |
| 123 | Anima e corpo a tutta potenza! Goku e Vegeta! 「全身全霊全力解放！悟空とベジータ！！」 - Zenshin Zenrei Zenryoku Kaihō! Gokū to Bejīta!! | 14 gennaio 2018   | 15 settembre 2019 |
| 123 | Goku combatte da solo con Jiren, ma le sue strategie per sconfiggerlo non servono a nulla, Dyspo invece continua a combattere contro Freezer, mentre Gohan e C-17 provano a buttare Toppo fuori dal ring con una strategia d'attacco combinata, ma senza successo. Vegeta si rialza e trasformandosi in Super Saiyan blu oltrepassa i suoi limiti trasformandosi nel Super Saiyan blu evoluto e, supportato da Goku che combina il potere del Super Saiyan blu con il Kaiohken, combatte nuovamente con Jiren. Nonostante la superiorità dell'avversario i due Saiyan iniziano a metterlo in difficoltà. |                   |                   |
| 124 | Un attacco spietatamente feroce! La disperata resistenza di Gohan! 「疾風怒涛の猛襲！悟飯背水の陣!！」 - Shippū dotō! Gohan Haisui no Jin!! | 21 gennaio 2018   | 21 settembre 2019 |
| 124 | Freezer è alle prese con Dyspo, ma non riesce a stare dietro alla sua velocità nemmeno in modalità dorata, quindi Gohan interrompe la lotta con Toppo per aiutarlo. Gohan scopre il punto debole di Dyspo e quindi Freezer, seguendo le direttive del compagno di squadra, intrappola il Saiyan e Dyspo in una zona circoscritta dai suoi laser energetici, che non permettono via di fuga. Infatti Dyspo può ricorrere alla sua elevata velocità solo prendendo lunghe rincorse e in uno spazio limitato nello scontro corpo a corpo il Saiyan è avvantaggiato. Freezer non riesce tuttavia a usare per troppo tempo i laser, che consumano troppa energia, quindi Gohan blocca Dyspo dando modo a Freezer di buttare fuori dal ring sia lui che il guerriero dell'Undicesimo Universo. |                   |                   |
| 125 | Stupefacente! Arriva il Signore della distruzione Toppo! 「威風堂々！破壊神トッポ降臨！！」 - Ifudōdō! Hakai-shin toppo kōrin!! | 28 gennaio 2018   | 21 settembre 2019 |
| 125 | C-17 continua a lottare contro Toppo. Freezer, giunto sul luogo dello scontro, aiuta C-17 a infliggere un duro colpo a Toppo, che a questo punto libera i suoi poteri da Dio della distruzione. Belmod e Kai rivelano che Toppo è il principale candidato a sostituire Belmod come prossimo Dio della distruzione dell'Undicesimo Universo. L'aura divina di Toppo fa tremare il Mondo del Vuoto e con un solo attacco annienta Freezer e spacca a metà l'arena costringendo i guerrieri rimasti a lottare sulle macerie fluttuanti. Gli attacchi fisici sono inefficaci sul nuovo Dio della distruzione, le barriere di C-17 vengono distrutte con facilità e i colpi energetici si dissolvono non appena lo sfiorano. Sopravvissuto all'attacco, ma regredito alla forma precedente, Freezer prova a eliminare Toppo con la Supernova. Toppo annienta la tecnica con un colpo energetico e stritola Freezer; l'alieno viene quindi lanciato verso il bordo del ring e sta per essere eliminato, ma C-17 lo salva e l'androide si prepara ad affrontare Toppo con un'onda di energia. |                   |                   |
| 126 | La sconfitta di un Signore della distruzione! Il sacrificio di Vegeta! 「神をも越えろ！ベジータ捨て身の一撃!！」 - Kami o mo Koero! Bejīta sutemi no Ichigeki!! | 4 febbraio 2018   | 22 settembre 2019 |
| 126 | Toppo respinge l'attacco di C-17 mettendolo alle strette, perciò Freezer lo attacca con i suoi colpi energetici. Toppo sta per eliminare entrambi gli avversari, ma nota la presenza di Goku, Vegeta e Jiren e decide di assistere il compagno di squadra e di lottare con Vegeta. Il Saiyan viene inizialmente messo in difficoltà, ma quando Toppo lo insulta per i valori in cui crede Vegeta libera una potenza straordinaria superando il dio. Come ultima mossa Vegeta usa l'autodistruzione, con la quale sconfigge definitivamente Toppo eliminandolo dal torneo. Tra il panico generale Vegeta sopravvive, ma torna alla forma base e anche C-17, sopravvissuto, emerge dalle macerie. Jiren, infuriato, libera il suo vero potere. |                   |                   |
| 127 | Il muro finale! Una barriera per non perdere ogni speranza! 「迫りくる障壁! 希望を託した最後のバリア!!」 - Semarikuru Shōheki! Kibō o Takushita Saigo no Baria !! | 11 febbraio 2018  | 22 settembre 2019 |
| 127 | Ora che Jiren è l'unico Pride Trooper rimasto in campo egli scatena tutta la sua energia e prevale nettamente sui suoi avversari. Belmod racconta di come Jiren rimase traumatizzato da piccolo quando i suoi genitori vennero uccisi da un criminale, e con loro pure il suo maestro e tutti i suoi discepoli che lo aiutarono nella lotta. Jiren rimase solo e da allora non si fidò più di nessuno: per lui solo chi ha forza può fare trionfare la giustizia. Jiren vuole vincere le super sfere del drago per fare resuscitare le persone che ha amato e che ha perso, ma C-17 lo accusa di pensare solo a sé stesso e di non dare ai suoi compagni la giusta considerazione trattandoli solo come un mezzo per ottenere ciò che vuole. Jiren si appresta a eliminare dal torneo Goku e Vegeta, ma C-17 fa loro da scudo proteggendoli dall'attacco di Jiren con l'autodistruzione e scompare, nella speranza che il suo sacrificio possa aiutare Goku e Vegeta a trovare la forza di battere il guerriero dell'Undicesimo Universo. |                   |                   |
| 128 | Nobiltà e orgoglio fino all'ultimo! Il crollo di Vegeta! 「気高い誇り最後まで！ベジータ散る！！」 - Kedakai hokori saigo made! Bejīta chiru!! | 18 febbraio 2018  | 28 settembre 2019 |
| 128 | Dopo il sacrificio di C-17 Goku e Vegeta sono gli unici guerrieri rimasti a rappresentare il loro universo, tuttavia solo Vegeta è in grado di reggersi in piedi, sebbene non abbia più energia per trasformarsi. Vegeta, spinto solo dal desiderio di proteggere la sua famiglia e di mantenere la promessa fatta a Cabba, inizia a lottare contro Jiren, che senza difficoltà lo butta fuori dal ring. Prima di raggiungere gli spalti Vegeta dona un po' della sua energia a Goku. Sebbene l'energia del compagno lo rimetta parzialmente in sesto Goku viene nuovamente atterrato e spinto verso il bordo del ring. Prima del colpo di grazia, tuttavia, il Saiyan pensa alla fiducia che i suoi amici nutrono per lui e al sacrificio di C-17 e attiva nuovamente l'Ultra Istinto "Presagio", evitando l'attacco dell'avversario e teletrasportandosi alle spalle dell'avversario. Jiren non riesce più a colpire il Saiyan e quest'ultimo lo ferisce con un singolo pugno, segno che Goku sta imparando a controllare la nuova forma e acquisendo più potenza. |                   |                   |
| 129 | Oltre ogni limite! L'Ultra Istinto completo! 「限界超絶突破！身勝手の極意極まる！！」 - Genkai chōzetsu toppa! Migatte no gokui Kiwamaru! ! | 4 marzo 2018      | 28 settembre 2019 |
| 129 | Goku e Jiren combattono alla pari. Purtroppo Goku attacca ancora seguendo i propri pensieri; capisce che deve attaccare senza pensare e quindi "svuota" la sua mente e si concentra solo sulla sua battaglia. Proprio quando sta per essere eliminato va alle spalle di Jiren. Avvolgendosi in una luce bianca Goku raggiunge infine la forma dell'Ultra Istinto "Completo" ed è in grado di schivare e colpire contemporaneamente il suo avversario, che si trova così in svantaggio. Dopo che la luce si dissolve Goku mostra che i suoi capelli e sopracciglia sono diventati argentei. |                   |                   |
| 130 | La più grande di tutte le sfide! La battaglia finale per la sopravvivenza! 「空前絶後の超決戦！究極のサバイバルバトル！！」 - Kūzen zetsugo no chō kessen! Kyūkyoku no sabaibaru batoru!! | 18 marzo 2018     | 29 settembre 2019 |
| 130 | Adesso che Goku padroneggia al massimo del suo potenziale l'Ultra Istinto riesce a superare Jiren in potenza, infatti il nemico non riesce più a stare a pari passo con la forza del Saiyan, che lo indebolisce e lo mette al tappeto con una serie di attacchi potentissimi. Proprio quando Goku sta per eliminarlo dal torneo, però, il tempo a sua disposizione per usare l'Ultra Istinto si esaurisce. Jiren decide di approfittarne, benché non sia contento di vincere così visto che Goku si è rivelato il più forte tra i due, ma all'ultimo momento interviene Freezer. L'ex tiranno infatti non era ancora caduto dal ring; inoltre pure C-17, che era sopravvissuto alla tecnica autodistruttiva, riprende a combattere. |                   |                   |
| 131 | Un incredibile finale! Arrivederci, Goku! Arrivederci a presto! 「奇跡の決着！さらば悟空！また会う日まで！！」 - Kiseki no ketchaku! Saraba Gokū! Mata au hi made!! | 25 marzo 2018     | 29 settembre 2019 |
| 131 | Goku, Freezer e C-17, seppure stanchi, sono pronti a combattere contro Jiren con l'intento di batterlo. Con un lavoro di squadra coordinato Goku e Freezer riescono a buttarsi fuori dal ring insieme a Jiren, decretando la sconfitta e la cancellazione dell'Undicesimo Universo. Essendo l'ultimo guerriero rimasto sull'arena C-17 può esprimere il desiderio con le super sfere del drago e fa quindi ripristinare tutti gli universi cancellati. Freezer, capendo che non verrà mai resuscitato, chiede a Goku di farlo tornare in fretta negli inferi, ma Beerus permette a Whis di farlo tornare in vita come premio per il suo impegno. Il Gran Sacerdote rivela al Kaiohshin dell'Est e a Beerus che Zeno aveva sempre saputo che avrebbe vinto un guerriero virtuoso e nel caso il desiderio fosse stato usato per uno scopo personale avrebbe cancellato chiunque. Tutti sulla Terra tornano alle loro vite quotidiane. Goku rivela di avere perso l'Ultra Istinto poiché si è spinto troppo oltre, ma il Saiyan e Vegeta promettono di continuare ad allenarsi per diventare ancora più potenti. |                   |                   |

## Home video

### Giappone
Gli episodi di Dragon Ball Super escono per il mercato home video nipponico in edizione DVD e Blu-ray dal 2 dicembre 2015 fino al 3 luglio 2018.
| N° | Data            | Dischi | Episodi | Fonte DVD | Fonte BD |
| -- | --------------- | ------ | ------- | --------- | -------- |
| 1  | 2 dicembre 2015 | 2      | 1-12    | [ 9 ]     | [ 10 ]   |
| 2  | 2 marzo 2016    | 2      | 13-24   | [ 11 ]    | [ 12 ]   |
| 3  | 2 luglio 2016   | 2      | 25-36   | [ 13 ]    | [ 14 ]   |
| 4  | 4 ottobre 2016  | 2      | 37-48   | [ 15 ]    | [ 16 ]   |
| 5  | 6 gennaio 2017  | 2      | 49-60   | [ 17 ]    | [ 18 ]   |
| 6  | 4 aprile 2017   | 2      | 61-72   | [ 19 ]    | [ 20 ]   |
| 7  | 2 agosto 2017   | 2      | 73-84   | [ 21 ]    | [ 22 ]   |
| 8  | 3 ottobre 2017  | 2      | 85-96   | [ 23 ]    | [ 24 ]   |
| 9  | 6 gennaio 2018  | 2      | 97-108  | [ 25 ]    | [ 26 ]   |
| 10 | 3 aprile 2018   | 2      | 109-120 | [ 27 ]    | [ 28 ]   |
| 11 | 3 luglio 2018   | 2      | 121-131 | [ 29 ]    | [ 30 ]   |

### Italia
In Italia i diritti per l'edizione home video di Dragon Ball Super vennero originalmente acquisiti nel 2017 da Yamato Video, che però ne fece uscire solo i primi 24 episodi in due box in DVD e Blu-ray, l'8 novembre 2017 e il 31 maggio 2018. L'edizione mantiene lo stesso doppiaggio italiano televisivo (oltre a quello giapponese), senza alcuna censura video, e sono presenti sottotitoli fedeli all'edizione originale (con i nomi originali, come Piccolo per Junior) e le anticipazioni delle puntate successive, che però presentano solo la musica di sottofondo e le immagini senza audio. I dischi non dispongono di alcun contenuto speciale.
| N° | Data            | Dischi              | Episodi | Fonte DVD | Fonte BD |
| -- | --------------- | ------------------- | ------- | --------- | -------- |
| 1  | 8 novembre 2017 | 3 (DVD) 2 (Blu-ray) | 1-12    | [ 32 ]    | [ 33 ]   |
| 2  | 31 maggio 2018  | 3 (DVD) 2 (Blu-ray) | 13-24   | [ 34 ]    | [ 35 ]   |

Il 29 giugno 2023 è stato annunciato che l'anime sarebbe tornato nel mercato home video italiano in edizione DVD e Blu-ray per Anime Factory, che distribuì la serie dal 24 agosto 2023. I dischi presentano immagini masterizzate ad alta risoluzione, sigle di apertura e chiusura senza crediti, anticipazioni degli episodi e nuovi sottotitoli fedeli all'originale. Come contenuti speciali, ogni box contiene una carta da collezione e un fascicolo con una guida agli episodi e varie illustrazioni.
| N° | Data              | Dischi              | Episodi | Fonte DVD | Fonte BD |
| -- | ----------------- | ------------------- | ------- | --------- | -------- |
| 1  | 24 agosto 2023    | 3 (DVD) 2 (Blu-ray) | 1-13    | [ 37 ]    | [ 38 ]   |
| 2  | 24 agosto 2023    | 3 (DVD) 2 (Blu-ray) | 14-26   | [ 39 ]    | [ 40 ]   |
| 3  | 14 settembre 2023 | 3 (DVD) 2 (Blu-ray) | 27-39   | [ 41 ]    | [ 42 ]   |
| 4  | 14 settembre 2023 | 3 (DVD) 2 (Blu-ray) | 40-52   | [ 43 ]    | [ 44 ]   |
| 5  | 26 ottobre 2023   | 3 (DVD) 2 (Blu-ray) | 53-65   | [ 45 ]    | [ 46 ]   |
| 6  | 15 novembre 2023  | 3 (DVD) 2 (Blu-ray) | 66-78   | [ 47 ]    | [ 48 ]   |
| 7  | 11 dicembre 2023  | 3 (DVD) 2 (Blu-ray) | 79-91   | [ 49 ]    | [ 50 ]   |
| 8  | 25 gennaio 2024   | 3 (DVD) 2 (Blu-ray) | 92-104  | [ 51 ]    | [ 52 ]   |
| 9  | 15 febbraio 2024  | 3 (DVD) 2 (Blu-ray) | 105-117 | [ 53 ]    | [ 54 ]   |
| 10 | 18 marzo 2024     | 3 (DVD) 2 (Blu-ray) | 118-131 | [ 55 ]    | [ 56 ]   |